# Música de México
La música en México es muy rica en variedad de géneros, ritmos y temas. Es fruto del mestizaje entre las tradiciones europea y americana, pero tiene profundas raíces de lo prehispánico y africano que, aunque poco reconocida en otros ámbitos culturales, es en la música donde adquiere mayor relevancia.

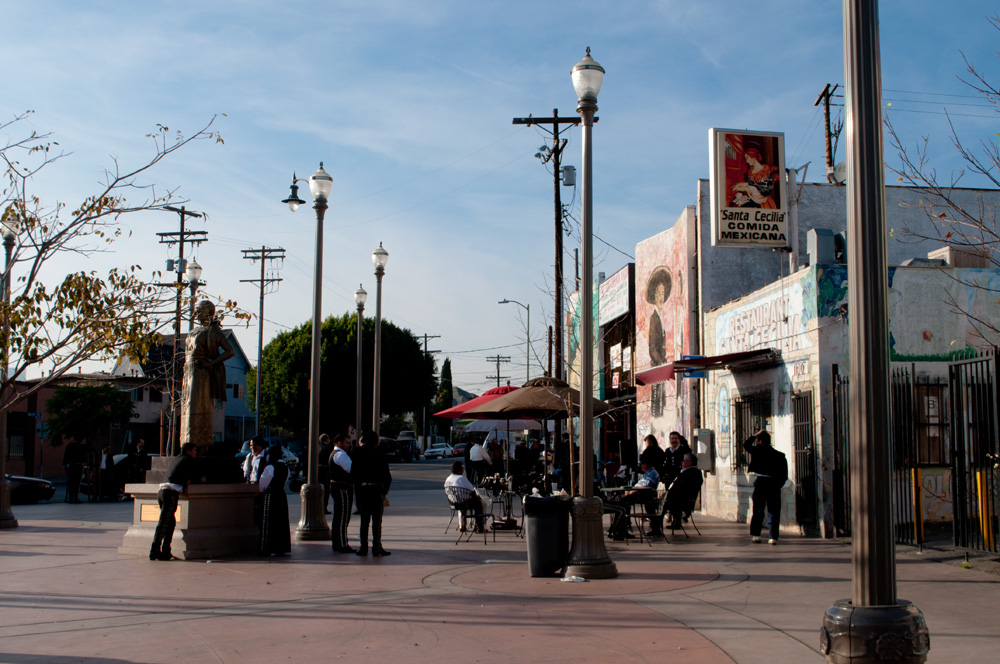
La Plaza del Mariachi en Boyle Heights, La estatua honra a Lucha Reyes.

El mariachi es un género tradicional de México, originario del estado de Jalisco. Por extensión, se conoce también como mariachi a los músicos dedicados a este género y a los conjuntos musicales en sus expresiones conocidas como mariachi tradicional y mariachi moderno. En noviembre de 2011, la Unesco inscribió a El Mariachi, música de cuerdas, canto y trompeta como integrante de la Lista Representativa del Patrimonio Cultural Inmaterial de la Humanidad El mariachi, organización musical que identifica actualmente a México, es una forma de expresión artística que unifica a través de sus sonidos al país y a sus habitantes. Las emociones y sentimientos que se muestran en una serenata o fiesta popular, está presente en todos los eventos sociales.
A principios de la década de los años 1960, el cantante estadounidense Elvis Presley grabó y popularizó varias canciones dentro del estilo de la música tradicional mexicana, que formaron parte de las bandas sonoras de las películas El ídolo de Acapulco (Fun in Acapulco) y "Chicas, chicas, chicas" (Girls, girls, girls). Elvis también grabó una versión del clásico Guadalajara  de Pepe Guizar  y también la canción "We'll be together" (Juntos estaremos) con el apoyo vocal del grupo vocal mexicano Los amigos.

## Música tradicional

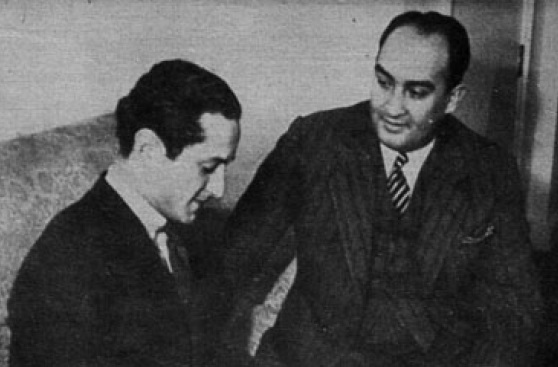
Pedro Vargas (1906–1989), "El Tenor de las Américas", célebre por su interpretación de boleros, música ranchera y canciones románticas. Su carrera abarcó más de cinco décadas.

### Música típica
La música típica es interpretada por una orquesta típica conformada por instrumentos orquestales y la inclusión de instrumentos típicos mexicanos como el salterio, el bandolón, la guitarra, el bajo sexto y la marimba chiapaneca.
- Vals en México

El vals llegó a México entre 1810 y 1815. Fue aceptado rápidamente por la población mexicana, sin distinción de clases sociales. Consumada la independencia en 1821, la influencia de la música alemana y vienesa se hizo presente en México. Este baile se posicionó en un lugar muy especial para los mexicanos y fue recurrido muchas veces en reuniones y diversas tertulias familiares.
Los géneros cultivados son música tradicional ligera, y en menor medida sones regionales.
- Instrumental: Vals, danza, marcha, fox, chotis

- Vocal: Canción, sentimental (danza)

Compositores: Carlos Curti, Macedonio Alcalá, Juventino Rosas, Genaro Codina, Miguel Lerdo de Tejada

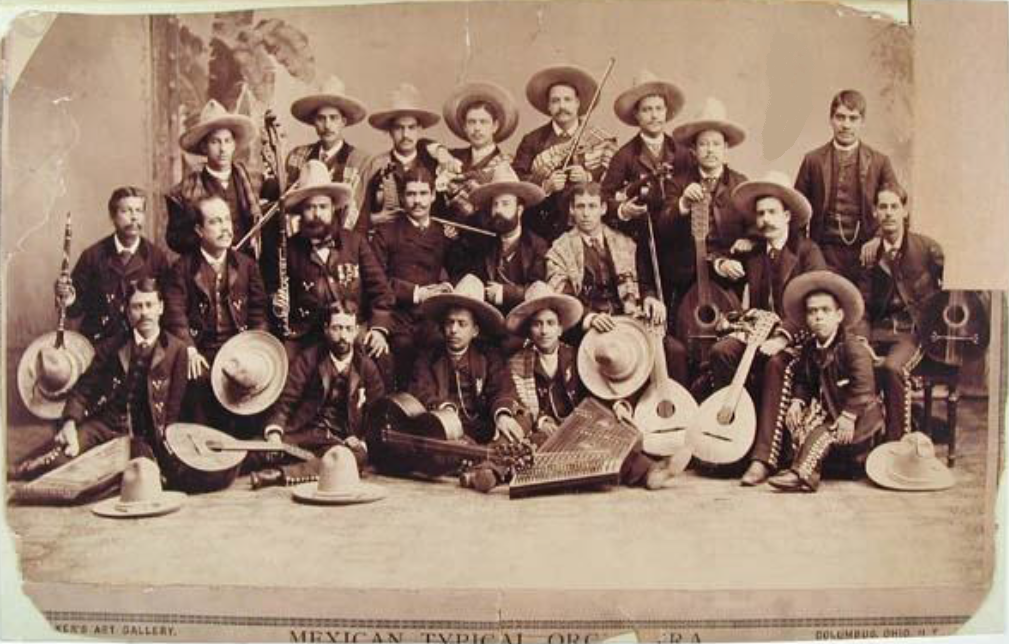
Orquesta típica
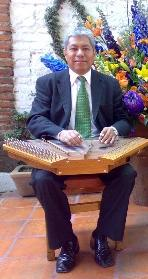
Ejecutante de salterio

### Música folclórica tradicional
La danza folclórica se caracteriza por su vínculo con la identidad regional y nacional. Los trajes elaborados, con colores vibrantes y detalles intrincados, son una parte esencial de la presentación.
Los movimientos enérgicos, los pasos sincronizados y las coreografías llenas de vida transmiten emociones y cuentan historias. Además, la música tradicional, como el mariachi y los ritmos indígenas, acompaña estas danzas, creando una experiencia multisensorial única.
Artículo principal: Música folclórica de México

### Formas musicales

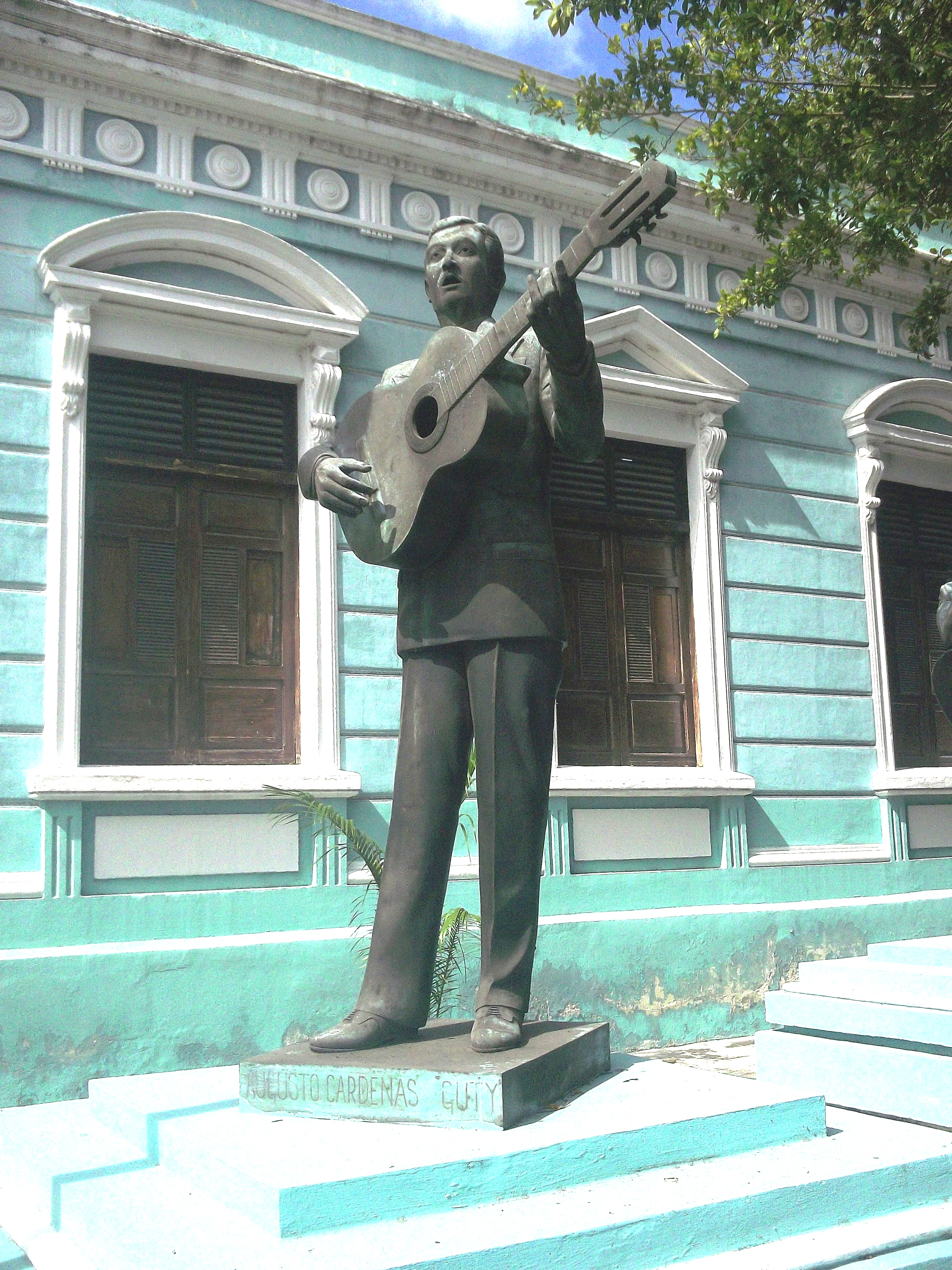
Guty Cárdenas (1905–1932), cantautor y trovador yucateco, reconocido por su destacada labor en la difusión de la canción romántica mexicana y la trova yucateca.

- Principales: Corrido, canción ranchera, huapango

- Otras formas:

| Canto cardenche Chilena Chotís Despedida Danzón Fandango mixteco Gusto Huapango arribeño Huapango típico Huapango de mariachi Huapango norteño | Jarabe tapatío Jarana yucateca Palomo Picota Pirekua Polka mexicana Ranchera Redova Son abajeño Son arribeño Son de artesa | Son afromestizo de Costa Chica Son huasteco Son istmeño Son jarocho Son mixteco Son calentano Son de tamborileros Trova suriana Trova yucateca Valona Vals mexicano |

### Tipos de ensamble
- Mariachi con trompeta: popular en todo el país, con gestación en el occidente.

Los mariachis surgieron en el siglo XVI, en Cocula, Jalisco fue donde se vio el primer grupo de mariachis que tocaban el violín y guitarra adoptando su propio sonido y estilo. 
Después este género se extendió a los estados de Nayarit, Colima y Michoacán. El sonido de mariachi se escuchaba en las plazas públicas y eran llamados para ambientar las festividades populares. 
- Banda: popular en todo el país, con origen en el centro.

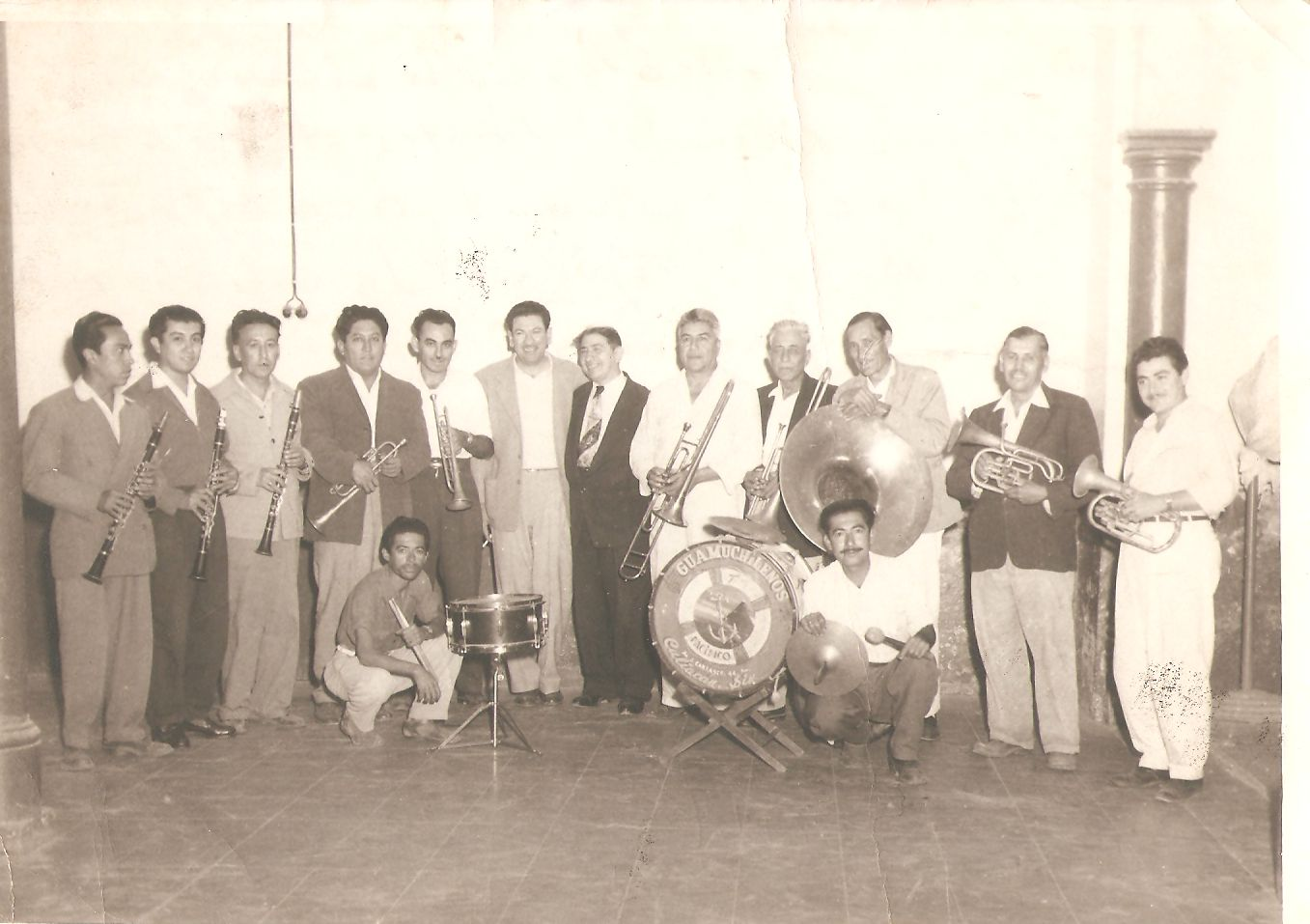
Musicólogo Baqueiro con la banda típica Guamuchileña de Sinaloa.
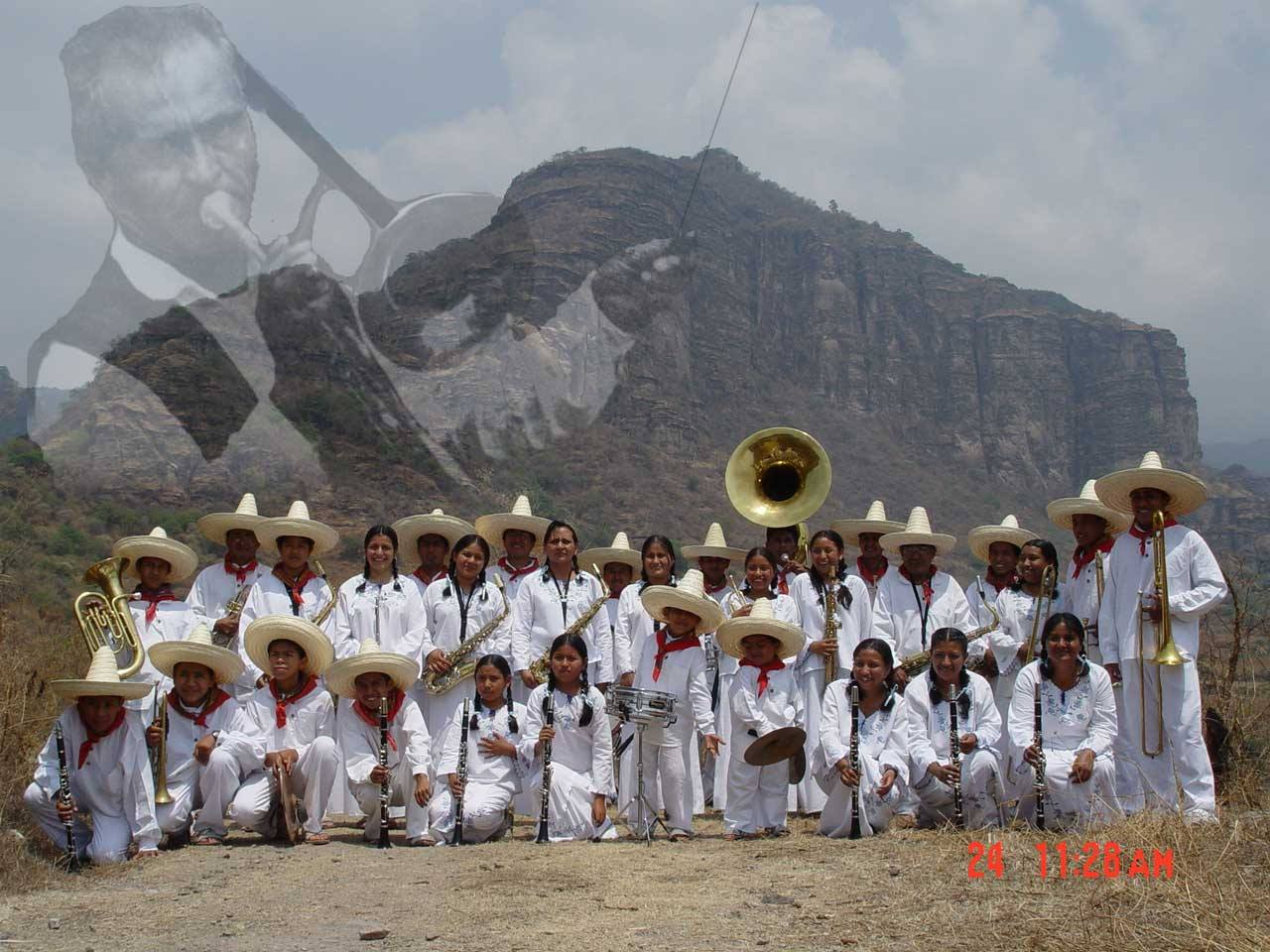
Banda Tlayacapan de Morelos.

- Conjunto norteño: popular en todo el país, con gestación en el norte; bajo sexto: instrumento de origen suriano; acordeón: instrumento de origen austriaco.

El estilo norteño es el género musical de la cultura mexicana que hizo la introducción del acordeón. Es una música de fiesta que, después de la Independencia de México tomó popularidad en la parte norte y al poco tiempo termino extendiéndose en el resto del país

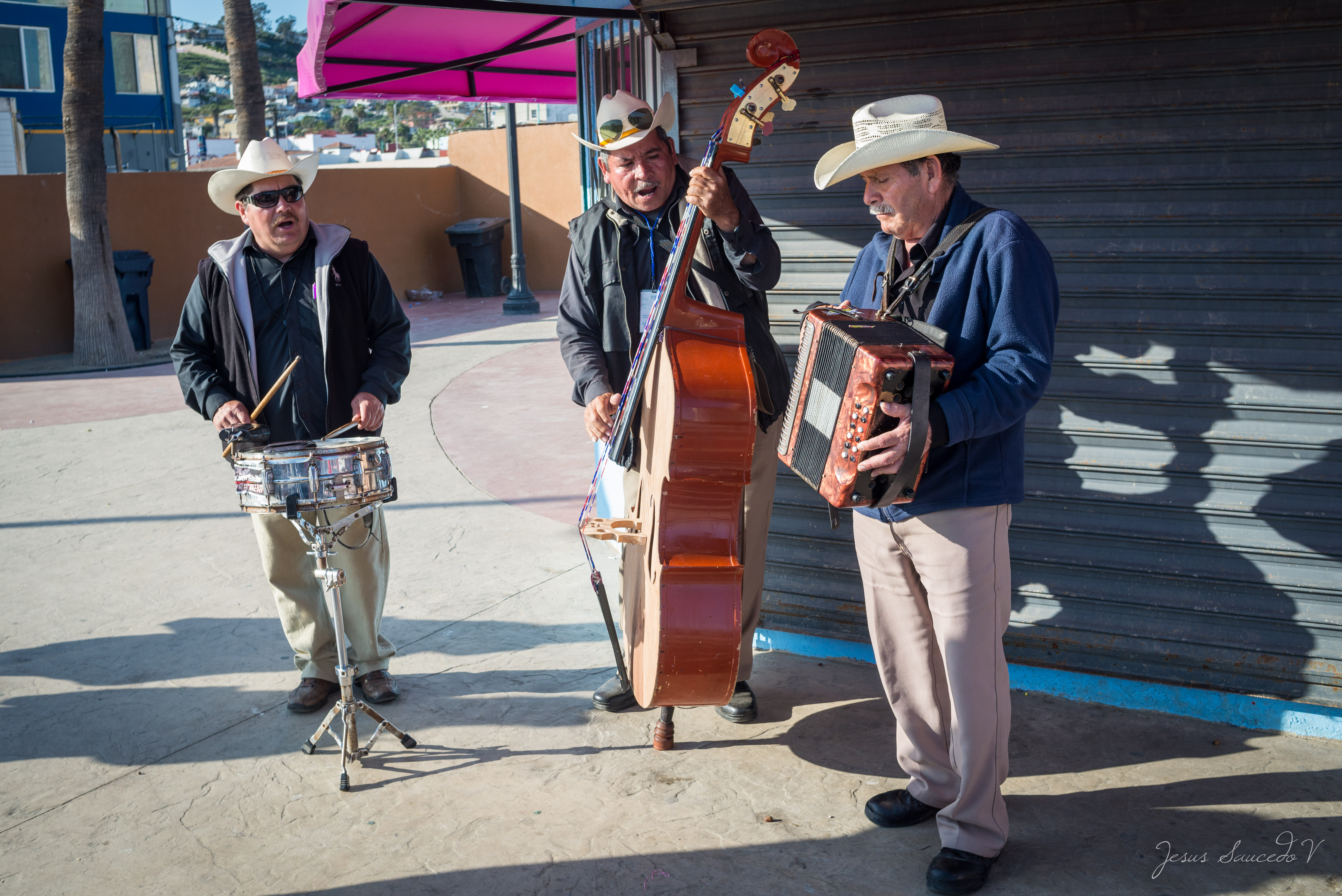
Conjunto de acordeón, tololoche y tarola.
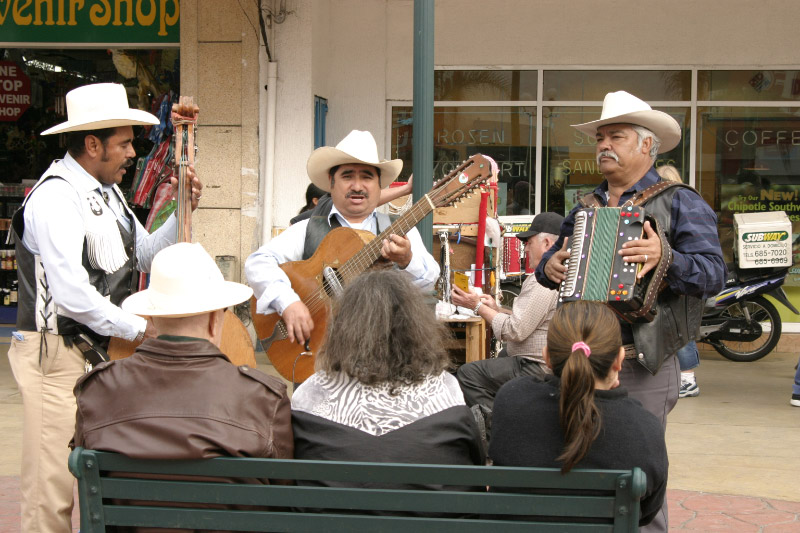
Conjunto de tololoche, acordeón y bajo sexto en Tijuana, Baja California.

- Guitarra (solo, duetos, tercetos): popular en todo el país. Se usa guitarra de orden simple o de orden doble (docerola).

Véase: Música campirana
- Conjunto huasteco: popular en varios estados del país, con gestación en Veracruz, Querétaro, Hidalgo, Puebla, San Luis Potosí, Tamaulipas y Guanajuato.

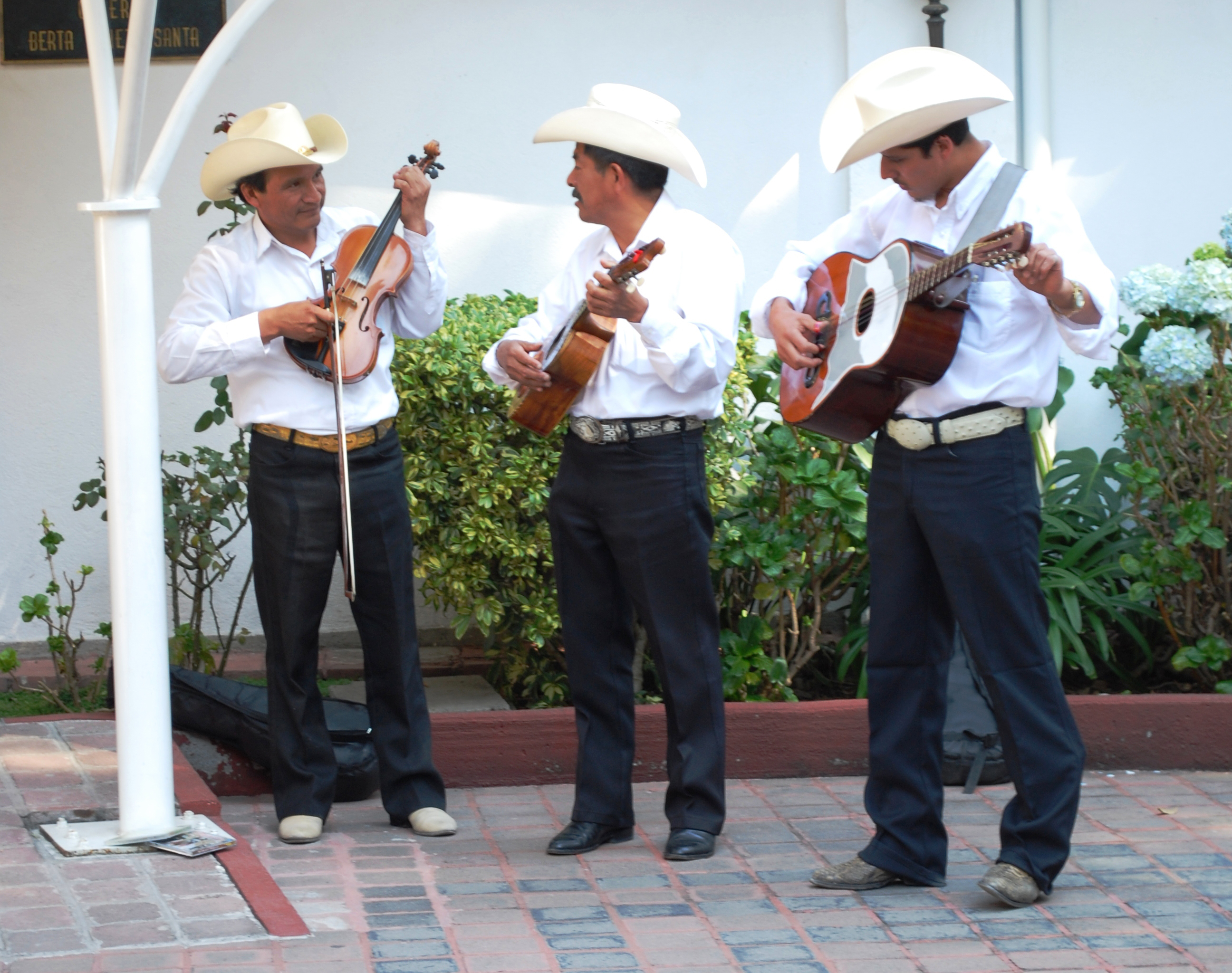
Trío huasteco, compuesto de violín, jarana y quinta.
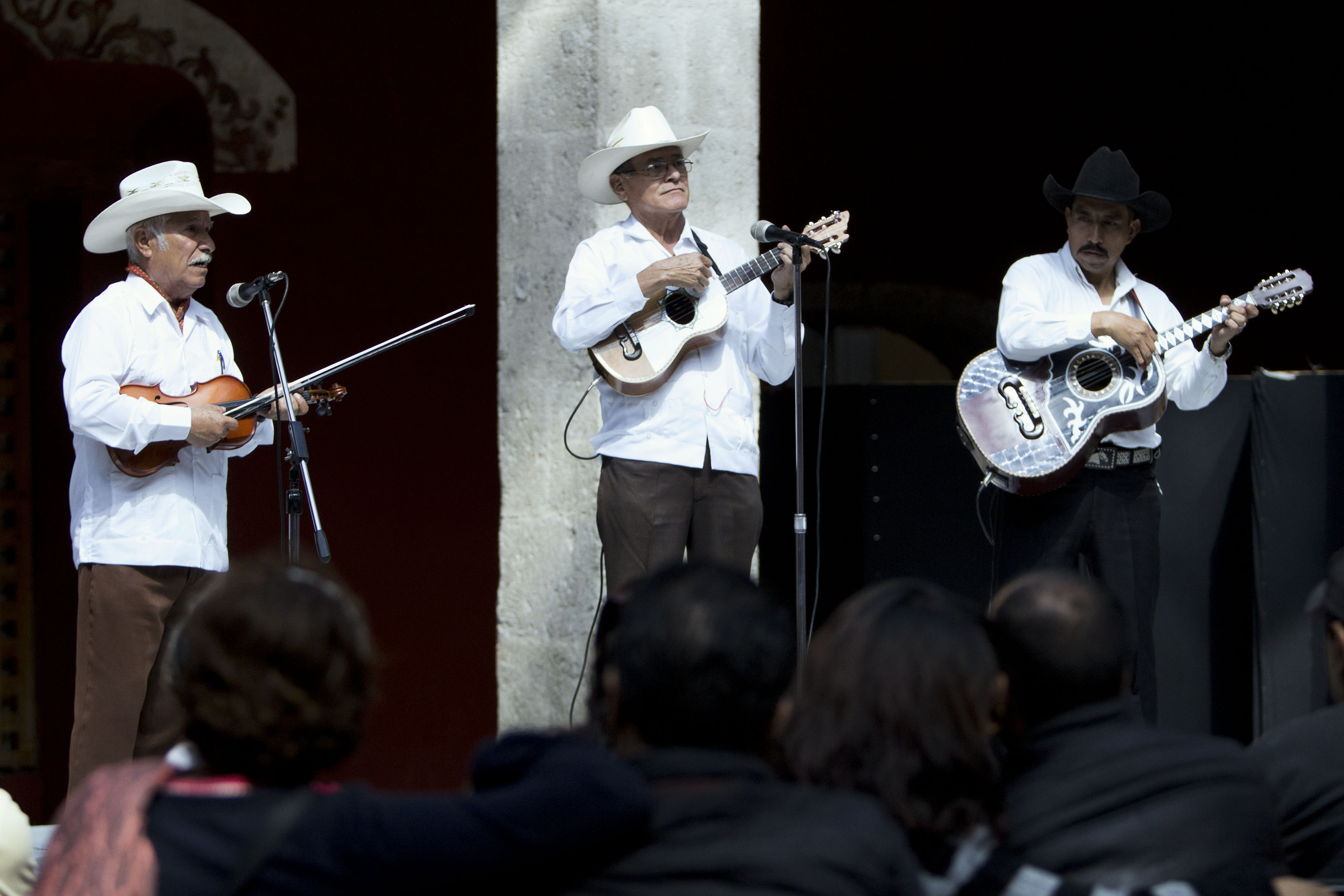
Trío huasteco en la Ciudad de México.

- Conjunto jarocho: popular en los espacios del circuito cultural del país y festivales, con gestación en el estado de Veracruz. El mariachi incluye adaptaciones del repertorio.

El son jarocho es una tradición lírico-musical originaria del centro-sur del estado de Veracruz (región llamada Sotavento, palabra de origen marinero), así como partes de los colindantes estados de Oaxaca y Tabasco, en México, que en diferentes momentos y circunstancias ha conocido auge y difusión a otras zonas del país y al extranjero.

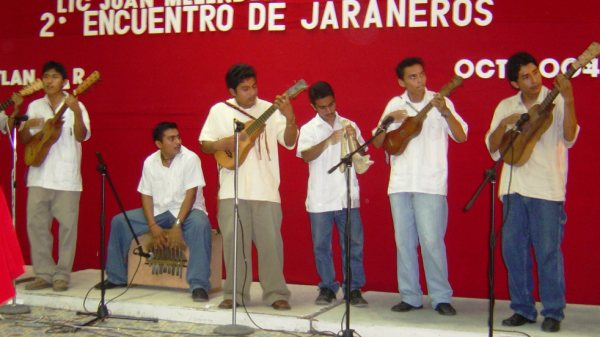
Conjunto con marimbol, jaranas, requinto, quijada.
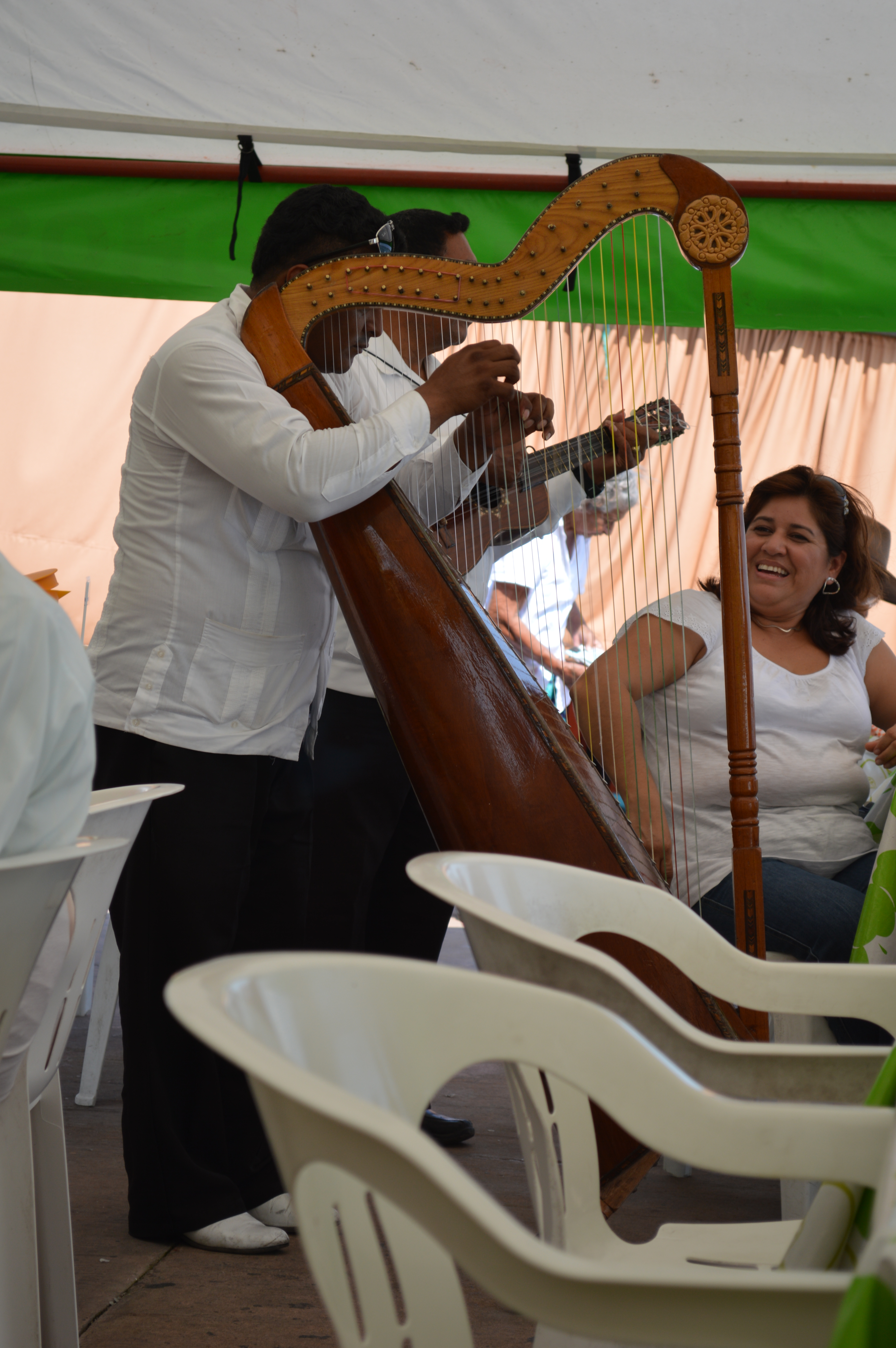
Conjunto con arpa.

- Marimba: popular en el centro y sur del país.

La marimba tiene sus raíces en la América prehispánica, y se cree que los antiguos mayas y aztecas ya la utilizaban en sus rituales y celebraciones. Este instrumento de percusión, compuesto por láminas de madera dispuestas en forma de teclado, ha experimentado una fascinante evolución a lo largo de la historia.

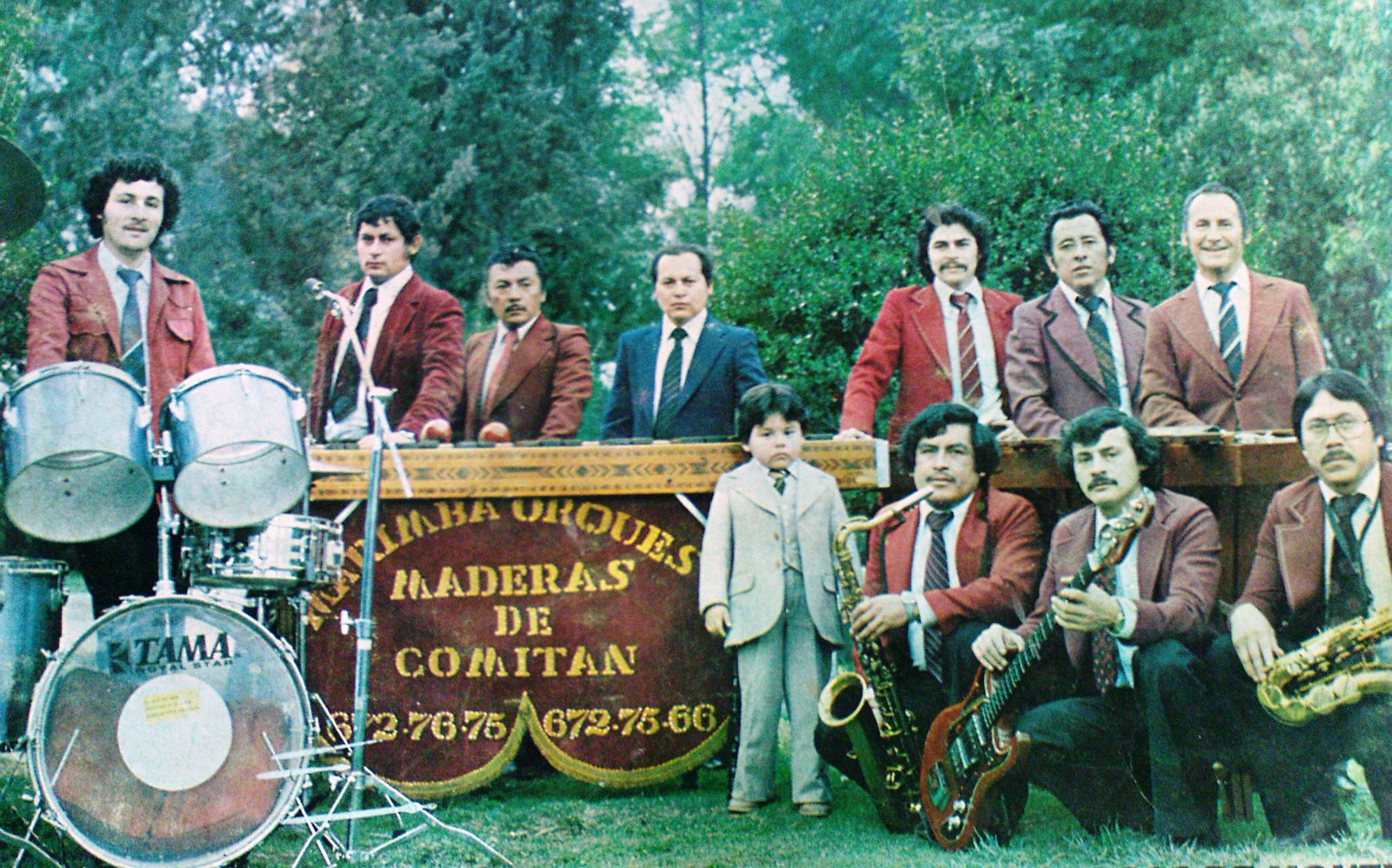
Marimba orquesta de Comitán, Chiapas.
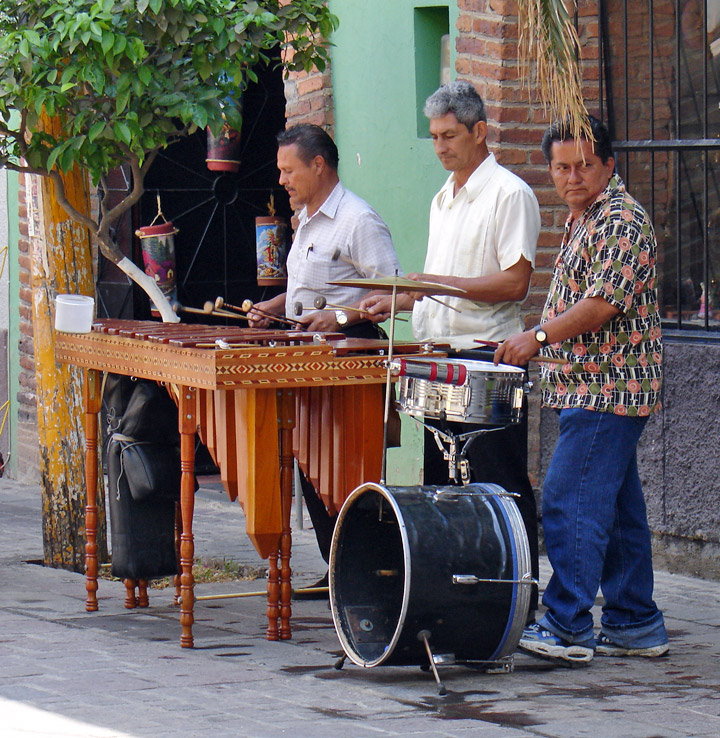
Grupo de marimba en San Pedro Tlaquepaque, Jalisco.

- Conjuntos regionales: mariachi sin trompeta, conjunto de arpa grande, conjunto jarocho, tamborazo, conjunto huasteco, conjunto calentano, chile frito, tamborileros de Tabasco, tambor y clarinete.

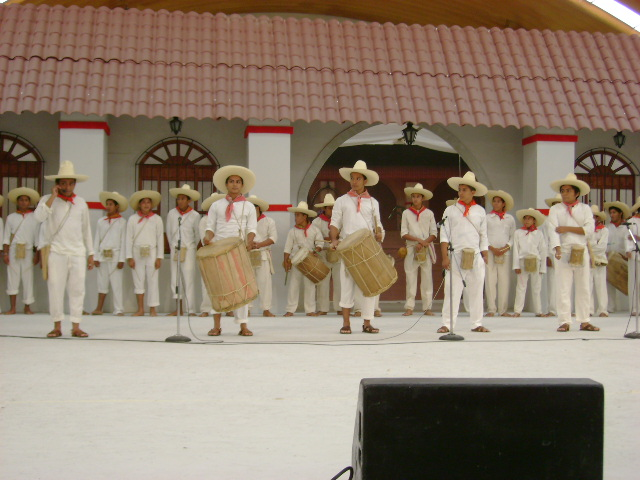
Tamborileros de Tabasco con flauta de carrizo.
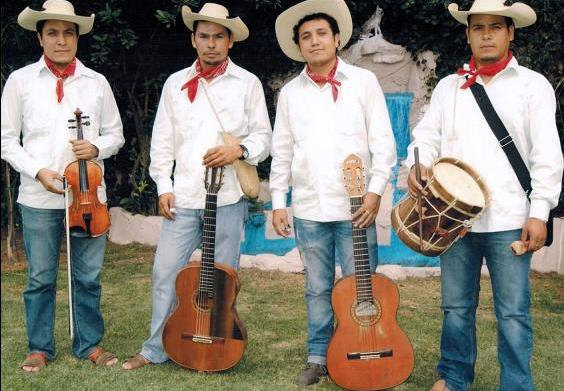
Conjunto de música calentana de guitarra, violín y tamborita.

## Música popular de influencia folclórica
Banda sinaloense, norteño, norteño-banda, norteño-sax, sierreño, sierreño-banda, tecnobanda, duranguense, country en español, etc.
Se ha agrupado a la música comercial con vertiente moderna de corrido, balada, ranchera y norteña, en el género de "música regional mexicana".

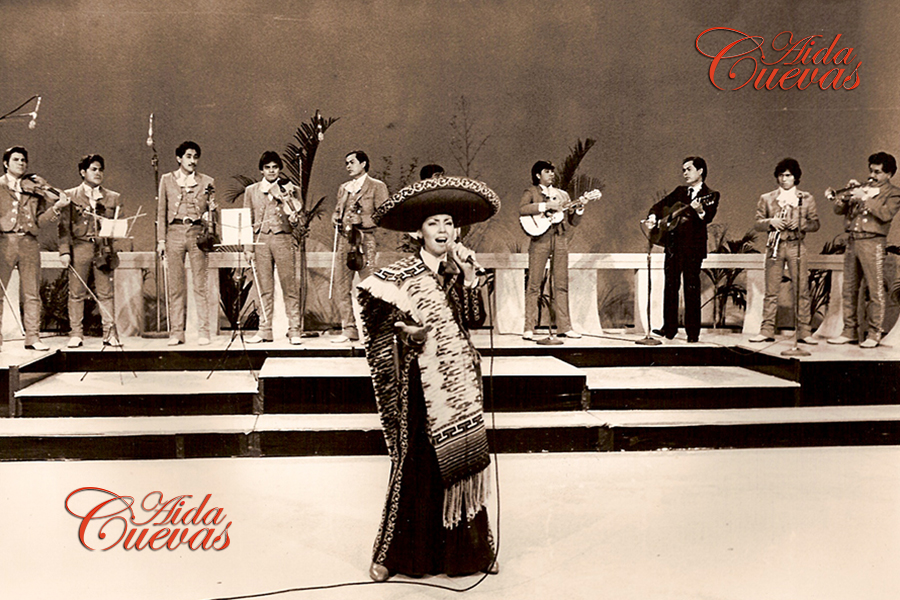
Aída Cuevas
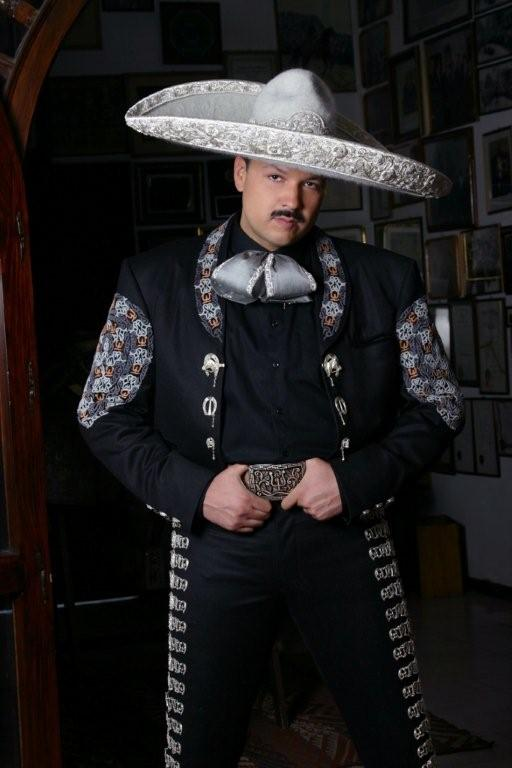
Pepe Aguilar
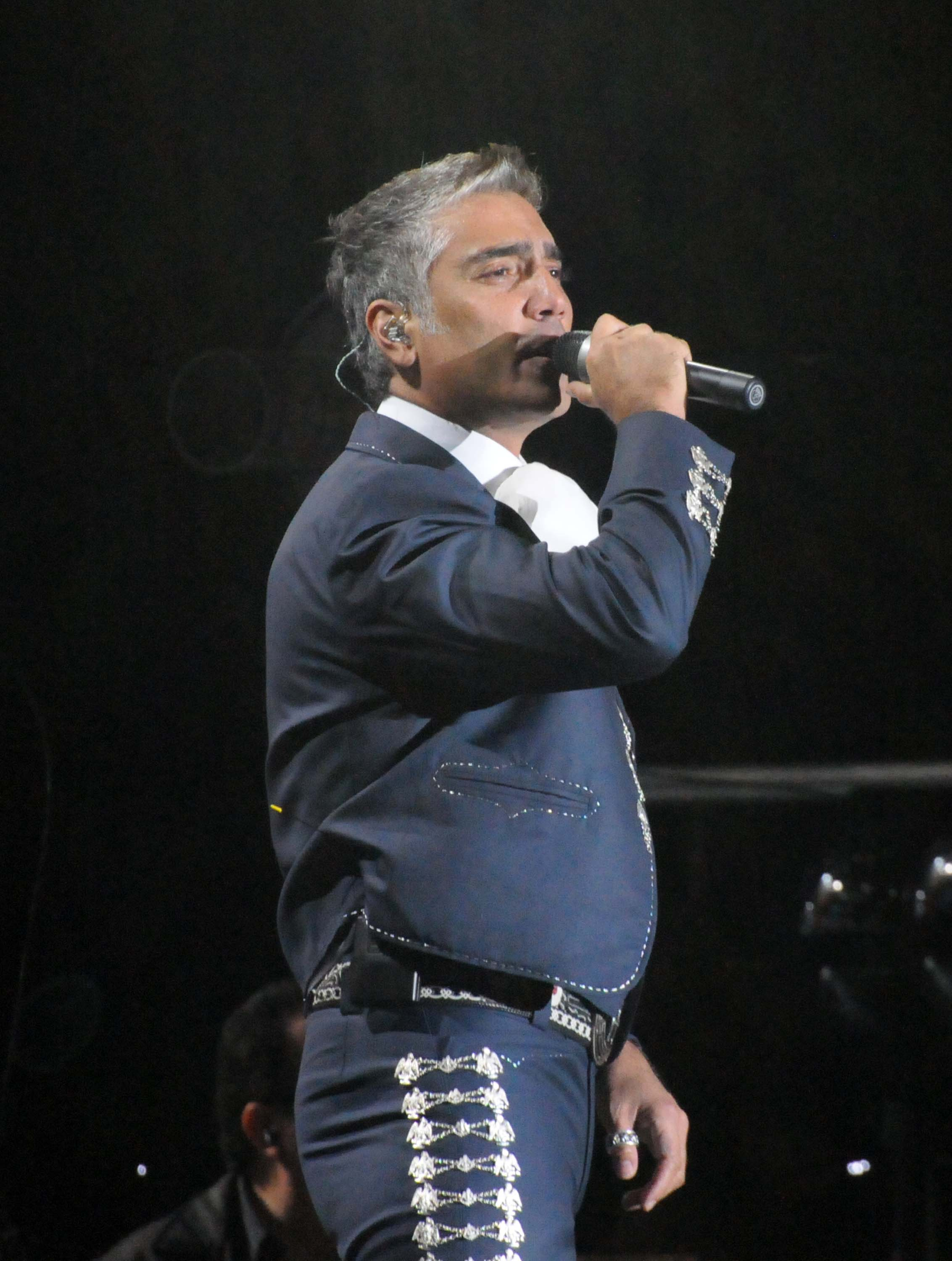
Alejandro Fernández
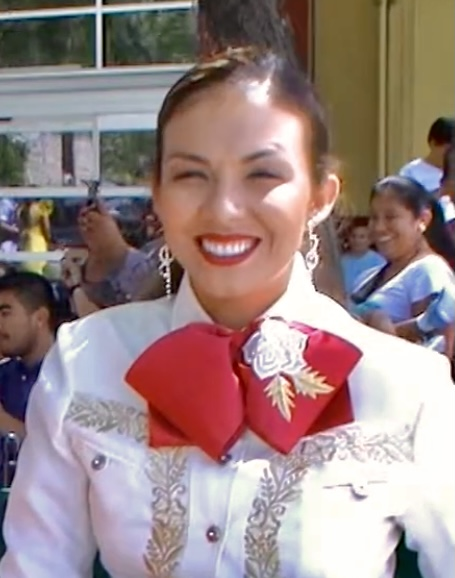
Lupita Infante
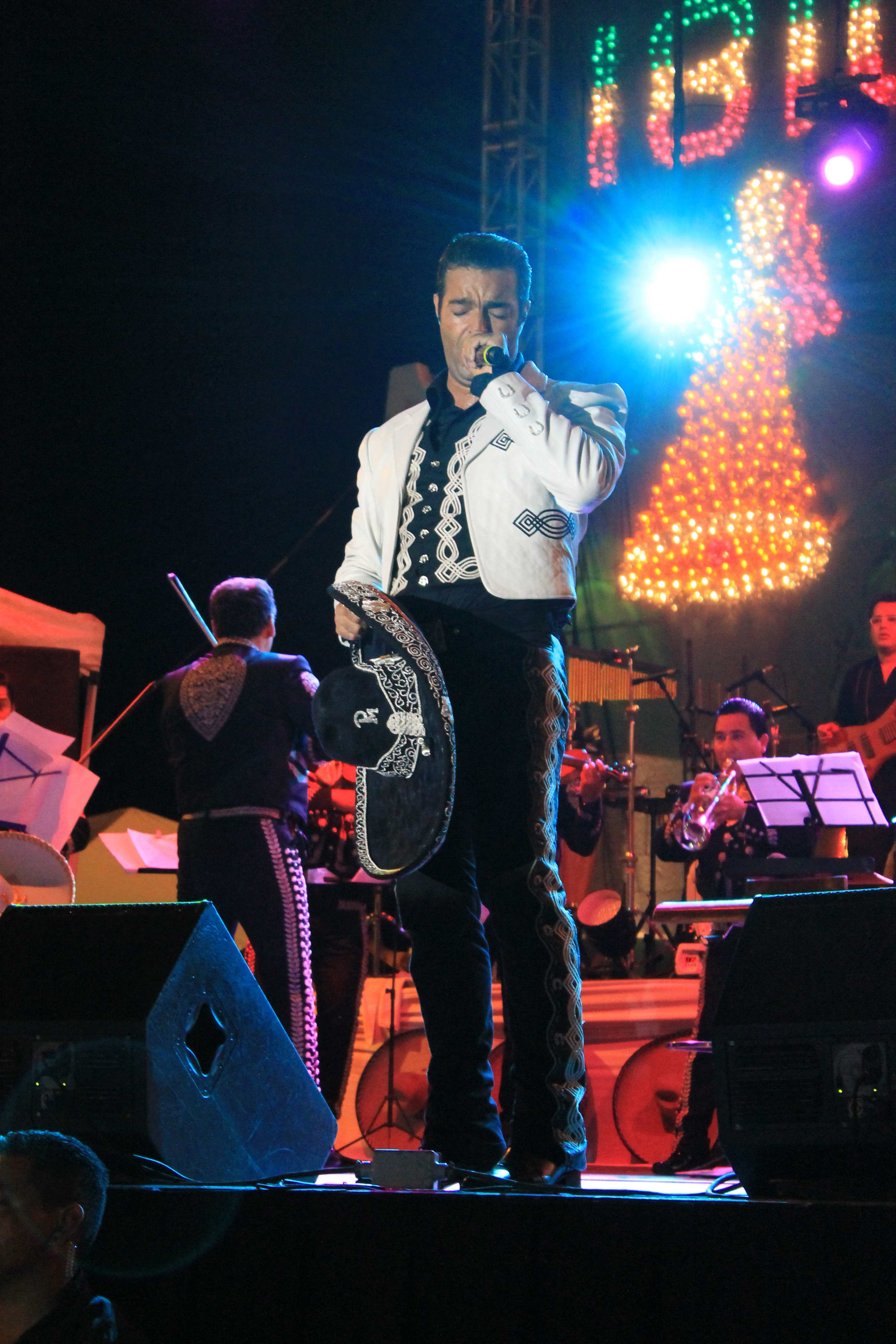
Pablo Montero
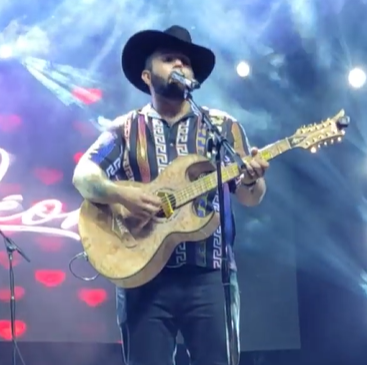
Carín León
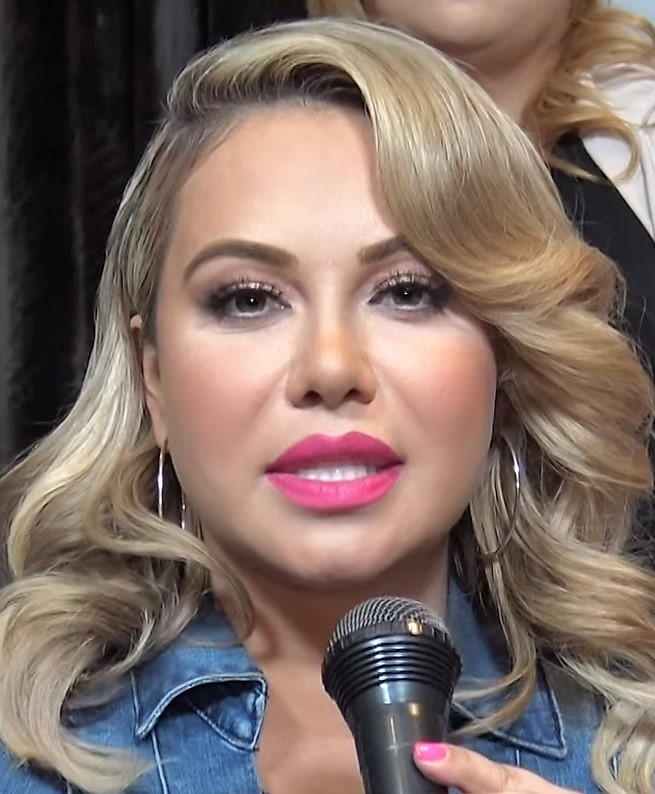
Chiquis Rivera

## Música popular
Véase: Grupero, Cumbia mexicana
La música popular mexicana, a través de las representaciones depositadas en sus diferentes textos, no solo es una plataforma para representar la cultura, sino que también sirve para preservarla y expandirla. A través de ella y su multiculturalidad, es posible formar relaciones de unidad y convivencia social, de imitación y reproducción de conductas, así como de recordación y asociación de otros aspectos y disciplinas de la cultura.
La música popular mexicana se entiende como el resultado de una serie de influencias culturales que se han desarrollado y transformado a través de varios siglos, es la fusión de ritmos y de cantos prehispánicos con la música que llegó de Europa, principalmente de España.
Nueva trova, nueva canción, bolero, balada, grupero, tropical, cumbia, salsa, danzón, etc.

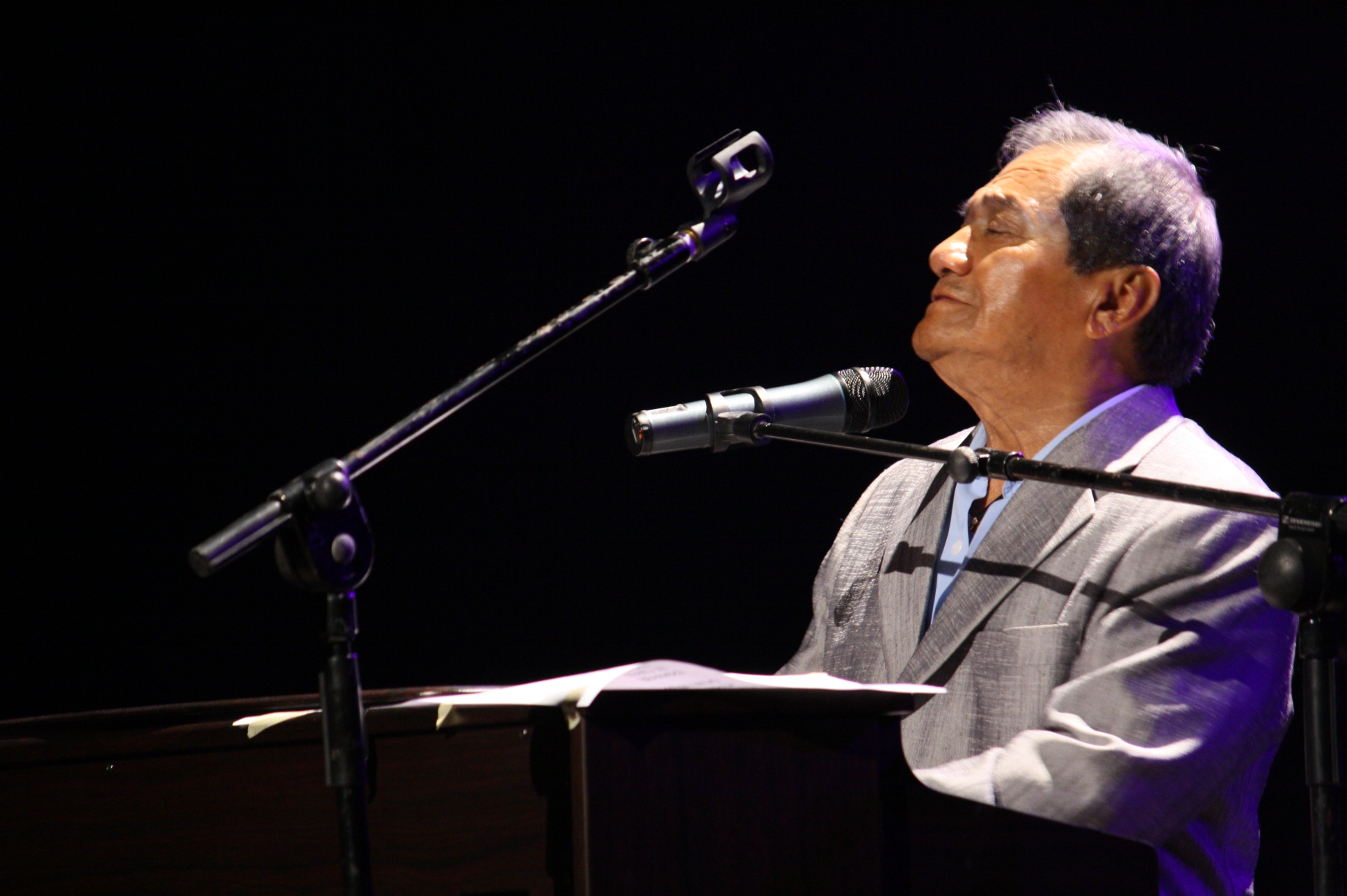
Armando Manzanero, cantautor de balada y bolero
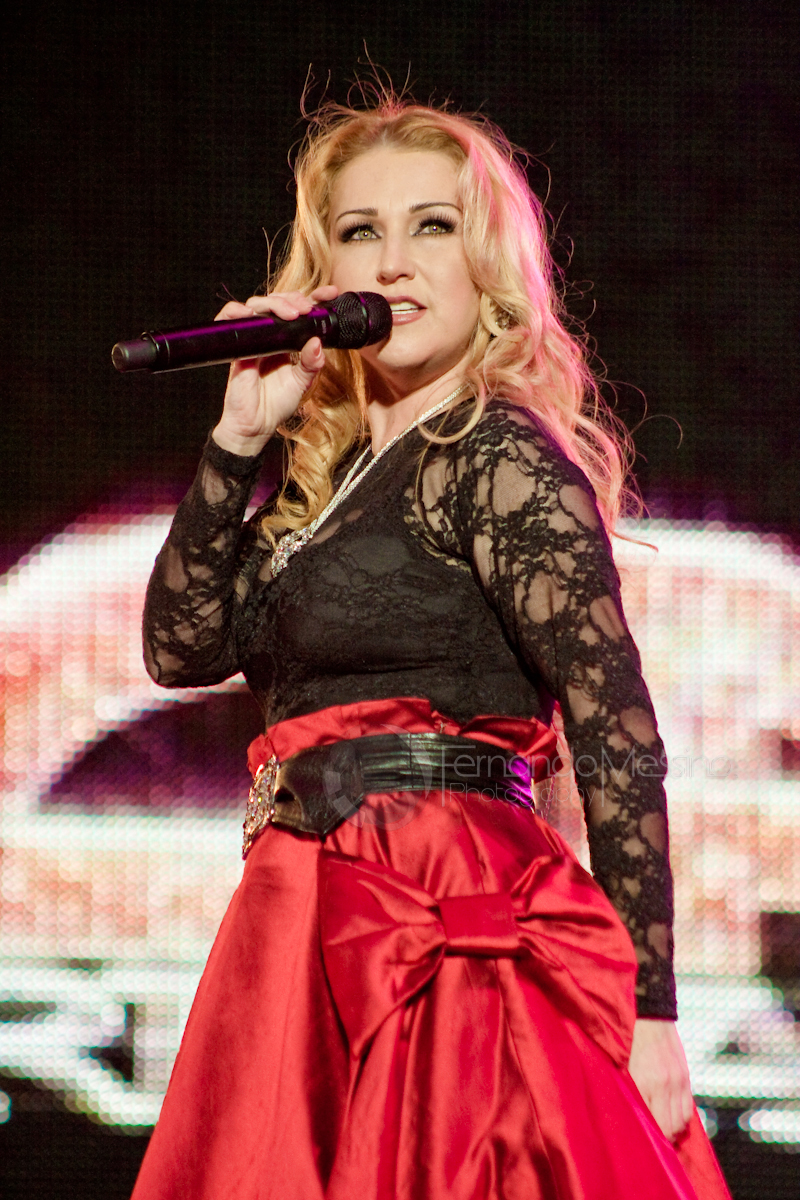
Alicia Villarreal
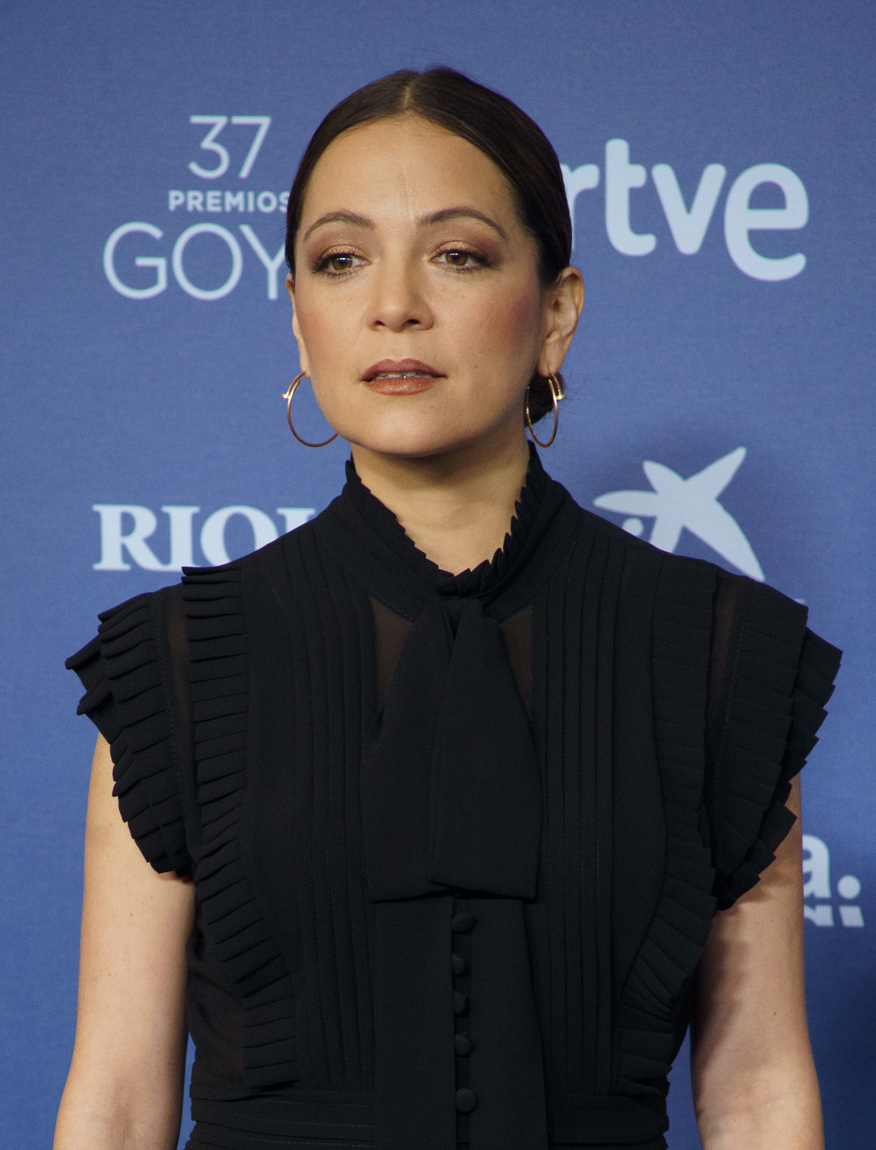
Natalia Lafourcade
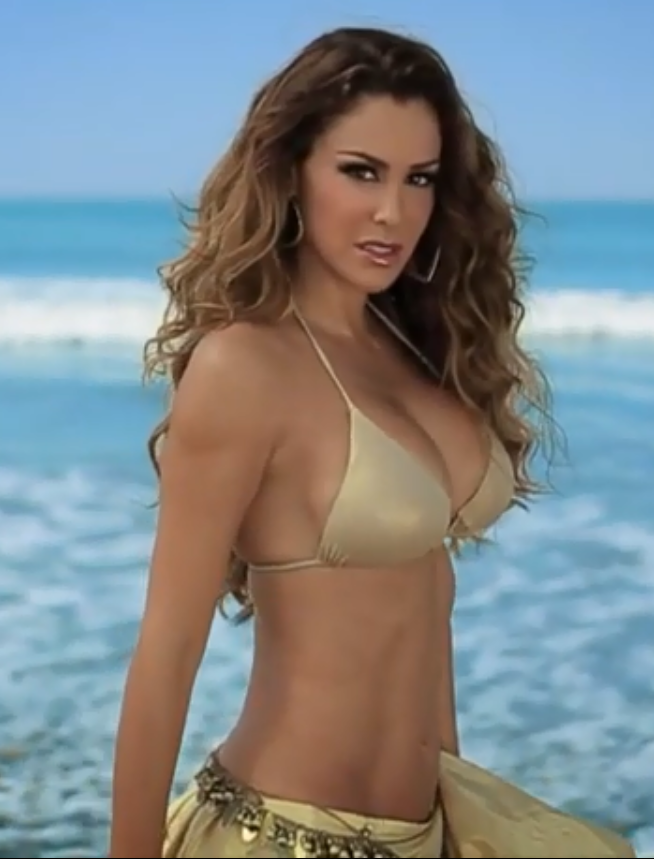
Ninel Conde
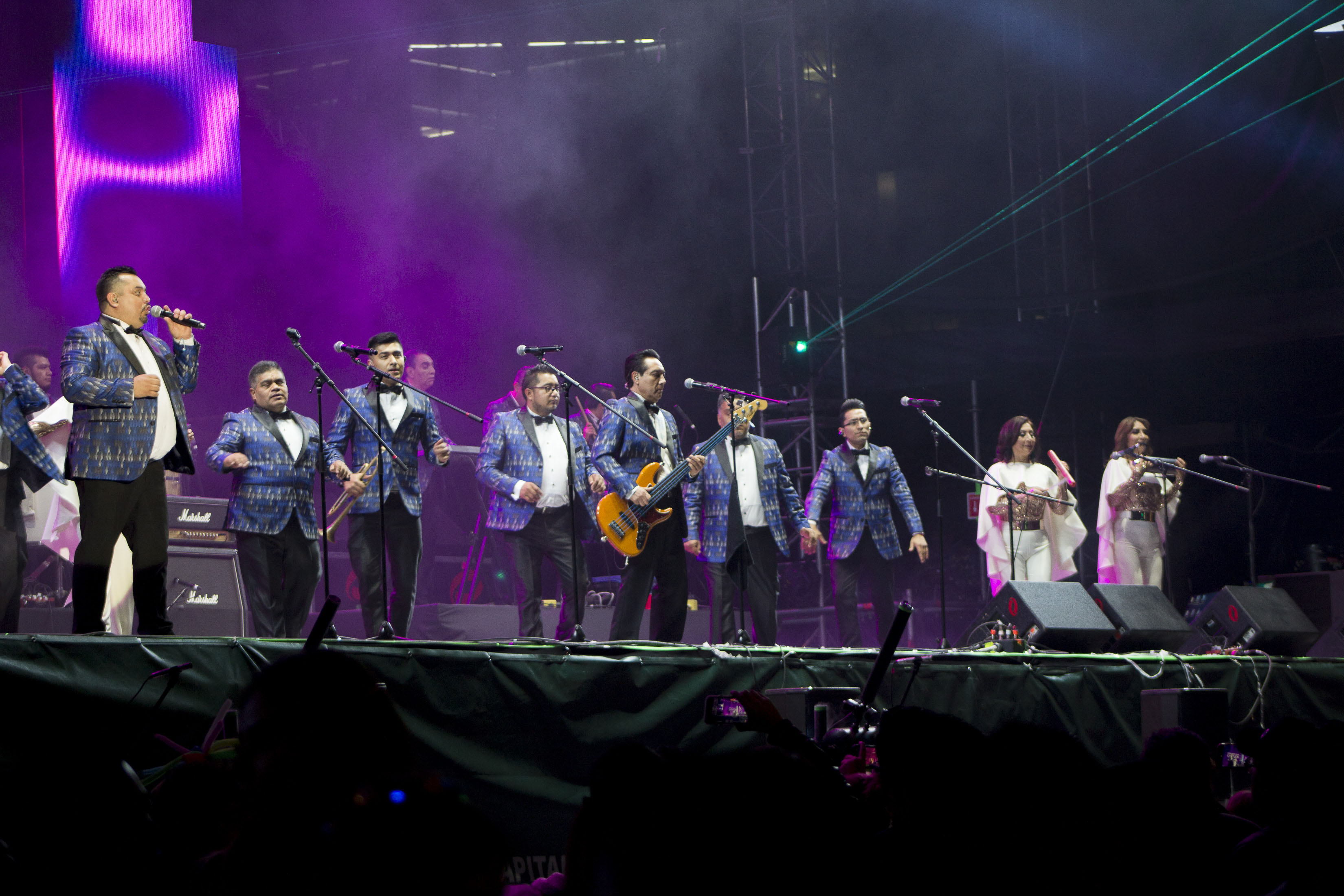
Los Ángeles Azules, grupo de cumbia tropical romántica

## Música de trío romántico
Un trío romántico es un grupo de guitarristas y cantantes, que interpreta canciones románticas a ritmo de bolero, son cubano, vals, bambuco y pasillo, generalmente. En México, se desarrollaron los primeros tríos románticos de guitarra, basados en los tríos cubanos que tocaban bolero rítmico y guaracha. Pioneros fueron los tríos: Los Panchos, Los Hermanos Martínez Gil, Los Tres Ases, y Trío Calaveras.
Los intérpretes pueden cantar armonizadamente la 1.ª., 2.ª y 3.ª voz o uno de ellos puede cantar solo. El requinto de bolero, guitarra que fue introducida por Los Panchos, interpreta introducciones, puentes y notas de adorno.

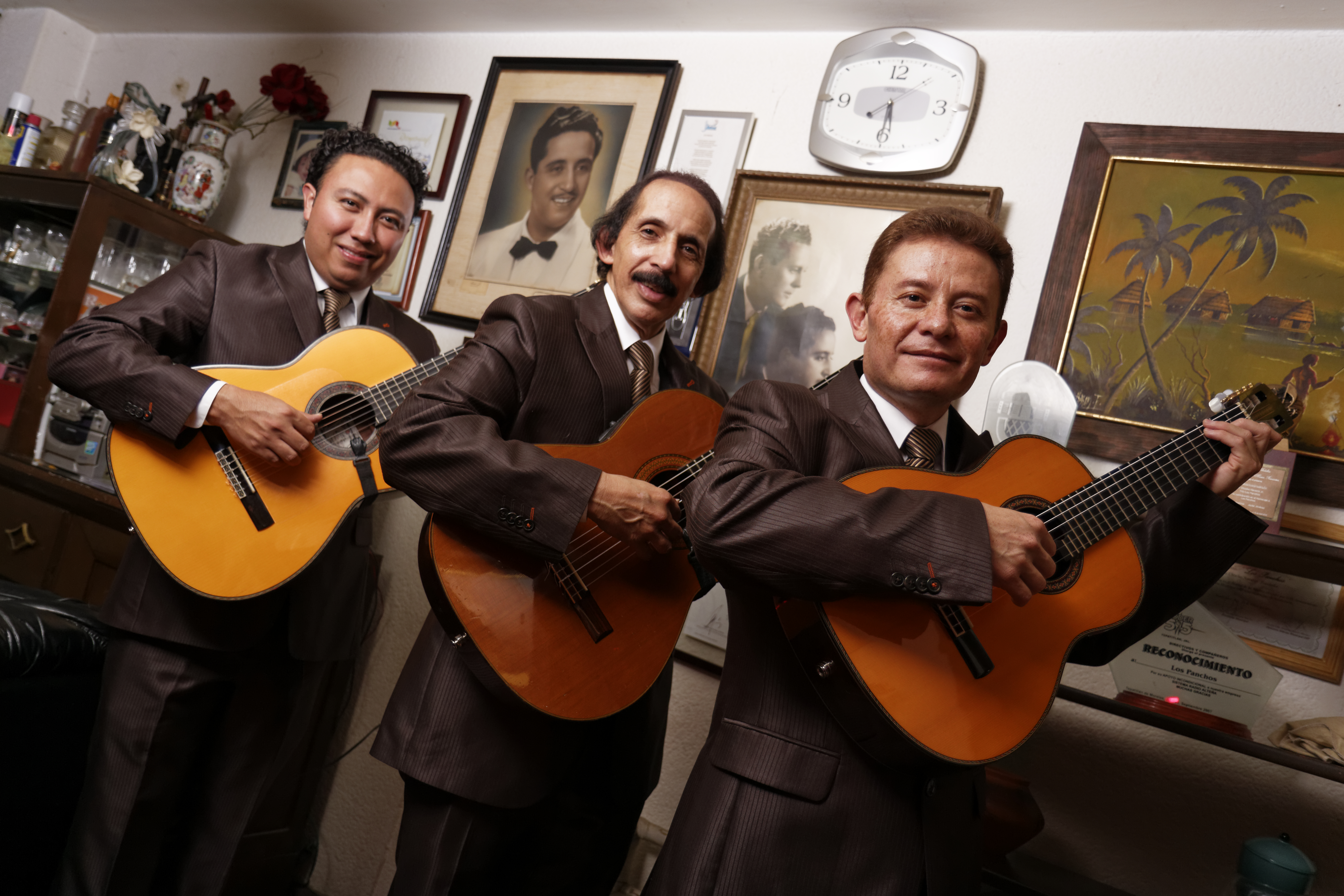
Trío de bolero

## Música popular moderna
Véase: Rock de México, Ska de México
La música moderna no es solo un conjunto de géneros o estilos; es una expresión de los cambios culturales, sociales y tecnológicos que han transformado nuestra manera de entender el arte sonoro. Desde su surgimiento, ha reflejado los avances de la humanidad adaptándose a nuevas formas de producción, distribución y consumo.
La música moderna puede definirse como un amplio espectro de sonidos y estilos que surgieron desde finales del siglo XIX y se expandieron con el desarrollo de la tecnología y los movimientos artísticos del siglo XX. En su esencia, la música moderna busca romper las estructuras tradicionales, explorar nuevas armonías y adoptar herramientas tecnológicas para expandir sus límites.
- Pop
- Electrónica
- Urbano: hip hop, rap, reggaetón
- Blues
- Rock: rock pop, rock urbano, rock fusión, alternativo, punk, ska, hard rock, gótico
- Metal: tradicional, power, extremo (thrash, death, black)
- Corridos tumbados

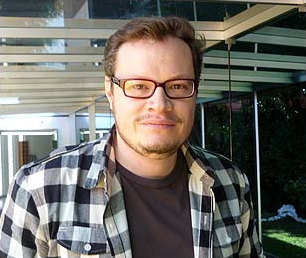
Leonel García
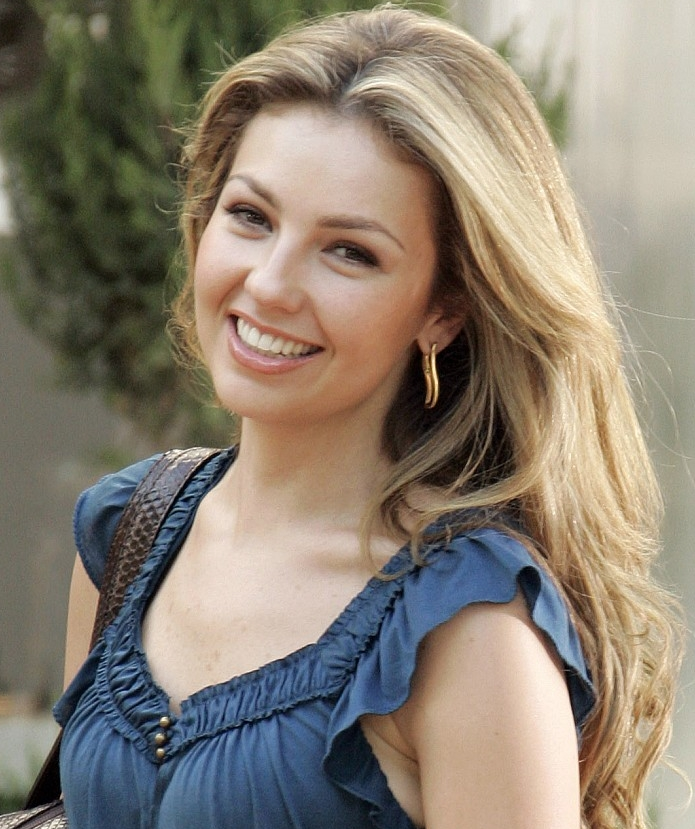
Thalía
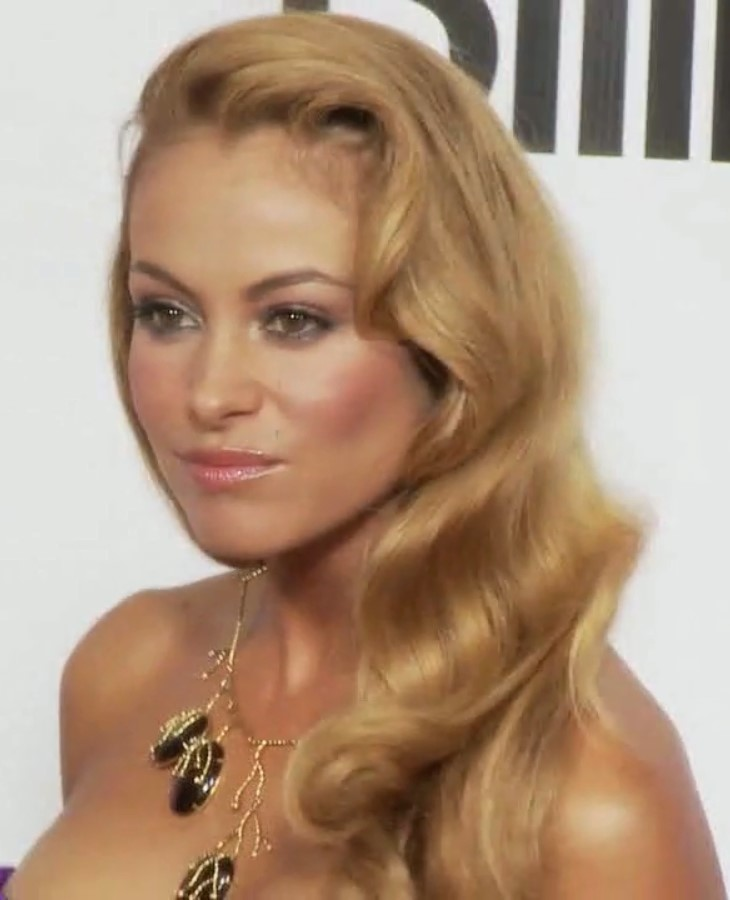
Paulina Rubio
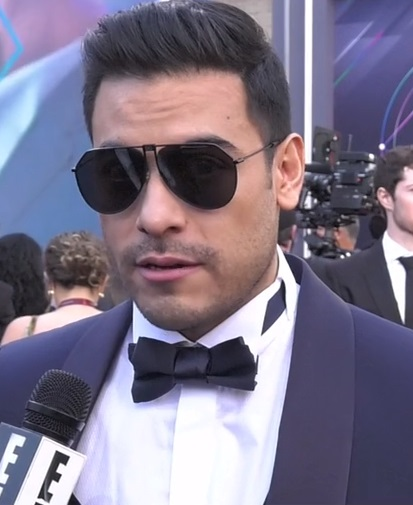
Carlos Rivera
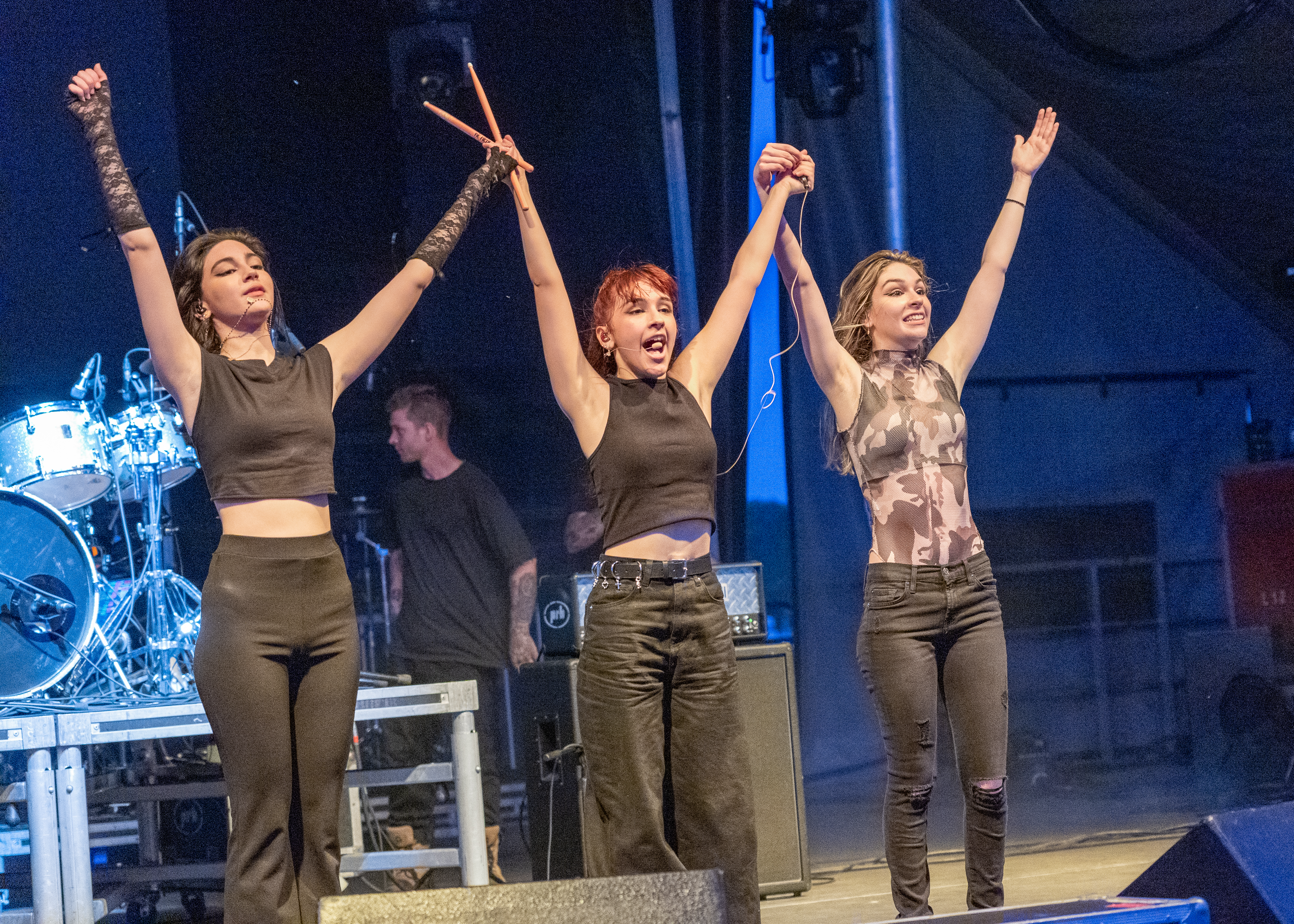
The Warning

## Música clásica
La música clásica de México se refiere a los estilos musicales que se desarrollaron en el territorio mexicano por la influencia de la música académica europea desde el periodo virreinal hasta el siglo XXI.
La música clásica se refiere a un estilo de música que surgió durante el período clásico (aproximadamente 1750-1820) y se caracteriza por su estructura formal y su apego a la notación musical. A menudo, el término se usa para describir un rango más amplio de música culta que incluye la música barroca, renacentista y romántica.
La música clásica, conocida también como música académica o culta, es un género que abarca una rica tradición de composiciones musicales que se desarrollaron principalmente en Europa Occidental desde el siglo XI hasta la actualidad. Para entender mejor cuál es la música clásica, es importante destacar su complejidad estructural y su influencia duradera en la cultura y la música global. Además, muchos se preguntan cuál es la música académica y cómo esta ha sido fundamental en el desarrollo de la música tal como la conocemos hoy en día.

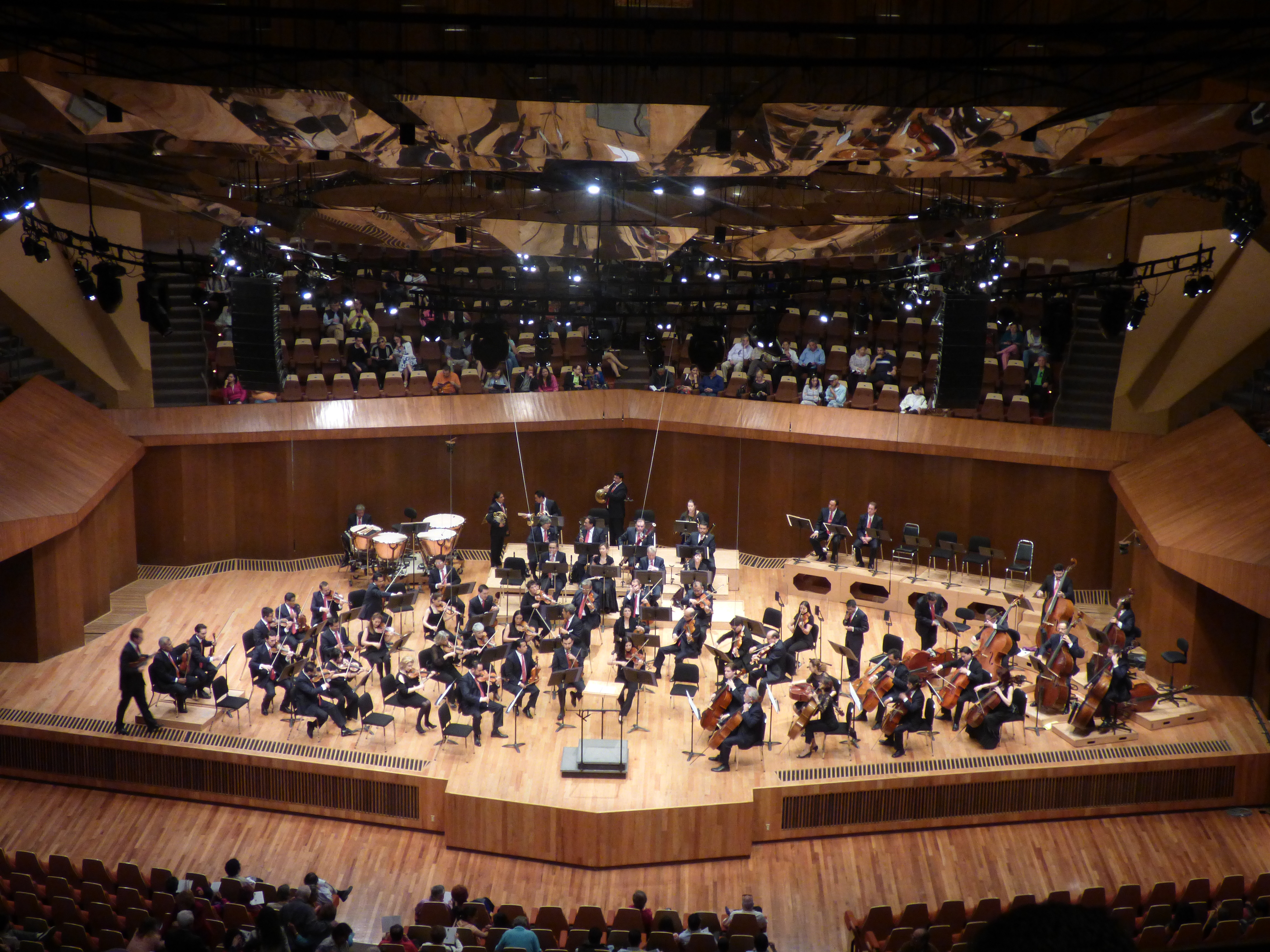
Orquesta Filarmónica de la UNAM
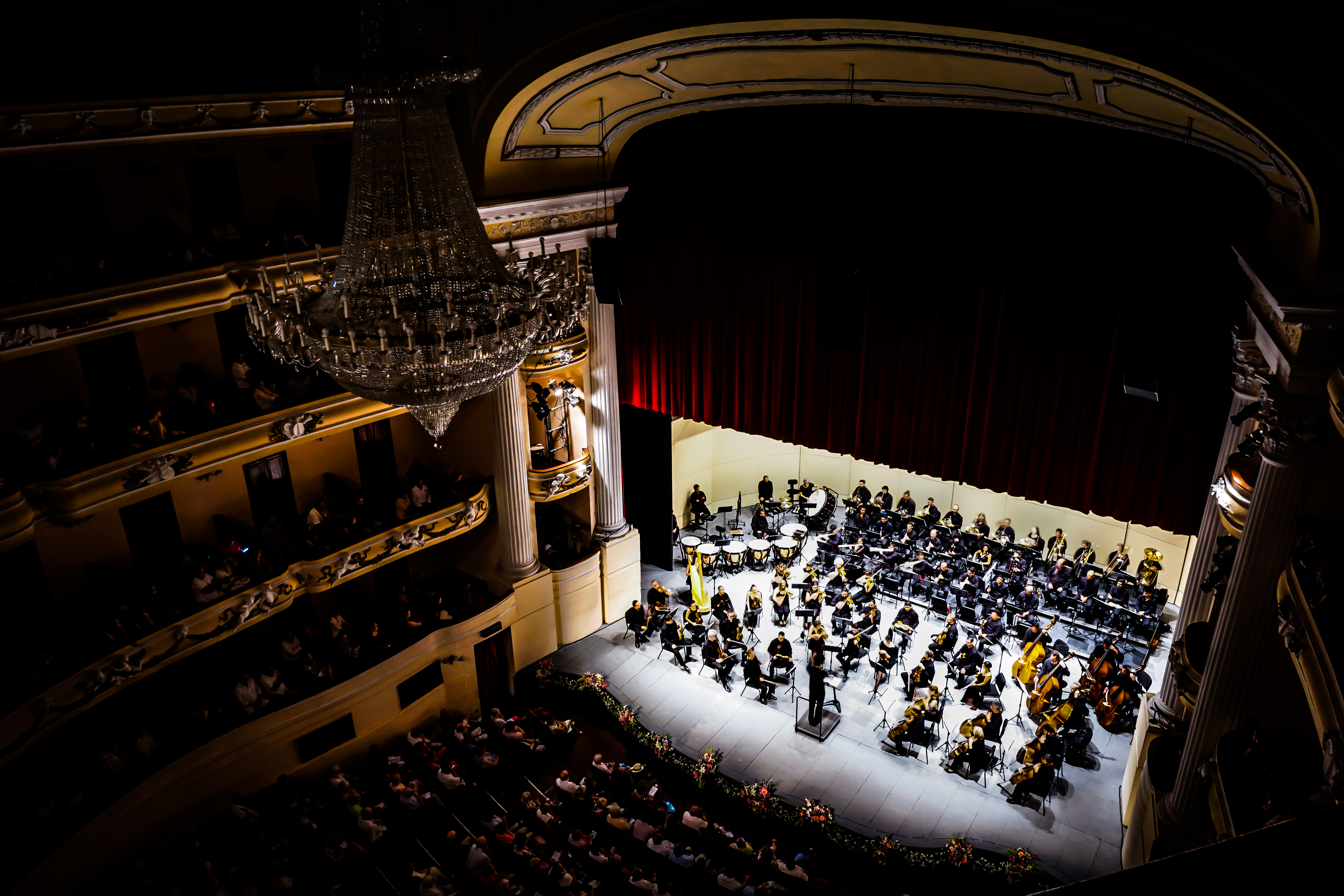
Orquesta Sinfónica de Yucatán
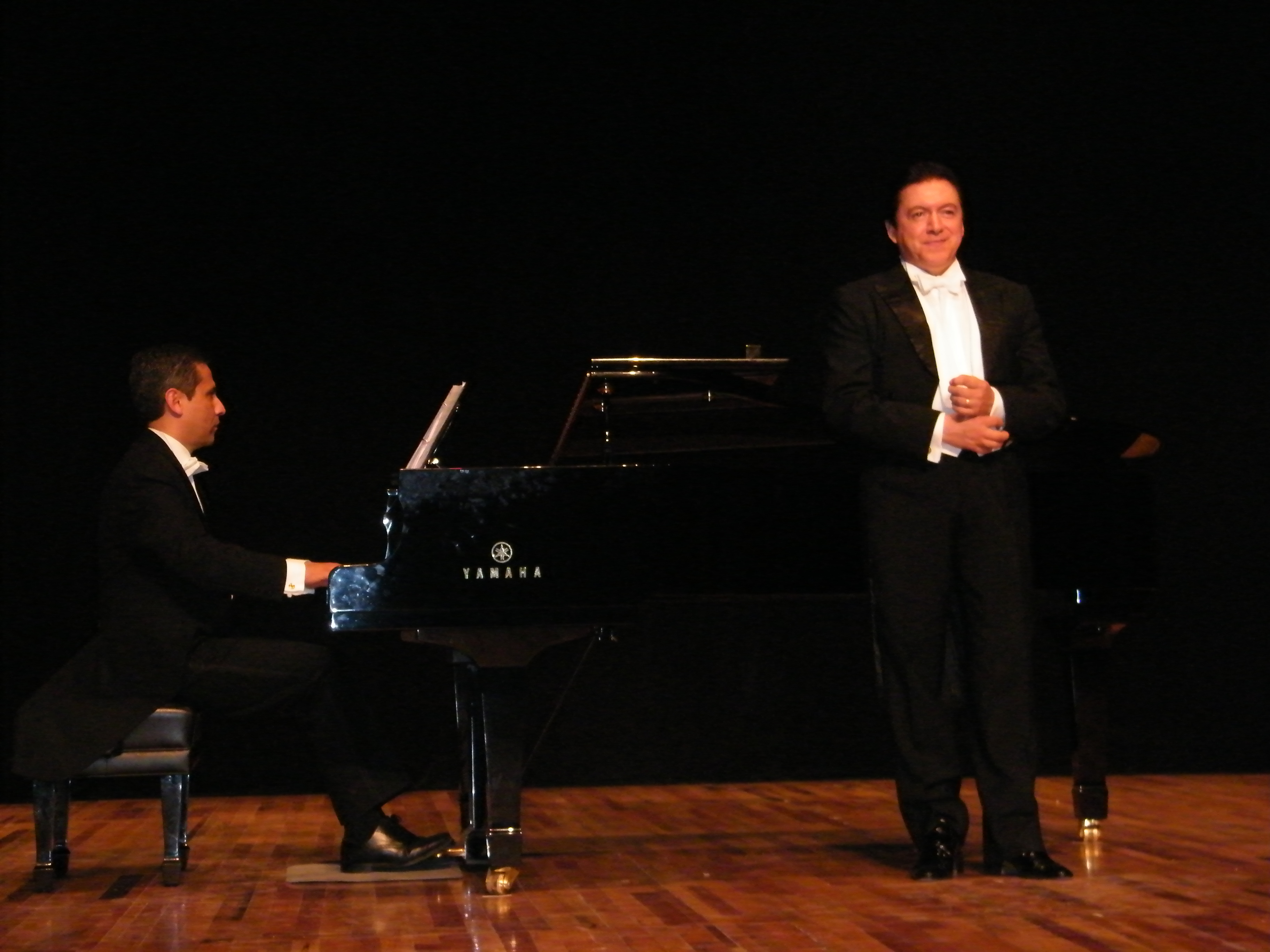
Tenor Francisco Araiza

## Música instrumental y jazz
El jazz es un género musical que nació a finales del siglo XIX en las comunidades afroamericanas de Nueva Orleans. Se trata de una categoría en torno a la cual operan diferentes géneros musicales con características comunes. El género surge de la confrontación de la música de ascendencia afroamericana con la tradición europea, teniendo como base el swing y la improvisación.
La música instrumental es cualquier música compuesta sin letra ni interpretación vocal. En la música instrumental, los instrumentos cobran protagonismo. Ya sea un solo de piano, un cuarteto de cuerdas o una orquesta completa, la ausencia de letra implica que los instrumentos deben ser los protagonistas. Cada instrumento tiene su propia voz y puede evocar diferentes emociones, por lo que la elección de los instrumentos es crucial para crear el efecto deseado. 
Algunos artistas destacados han sido el trompetista Rafael Méndez, los virtuosos violinistas y compositores Hermanos Villalobos y el baterista internacional Antonio Sánchez.

## Música contemporánea
Con el inicio de la segunda mitad del siglo XX, México, gracias a las políticas de apertura hacia los prófugos de los diferentes conflictos armados internacionales o nacionales en otros países, acogió en exilio a varios compositores extranjeros que se radicaron en el país después de 1940 (véase sobre todo exilio español en México). Entre ellos figuran de manera prominente Rodolfo Halffter, de origen español, a quien se debe la formalización de la enseñanza de la música serial en el Conservatorio Nacional de Música, Gerhart Muench, pianista y compositor alemán que ejerció una influencia serial entre los nuevos compositores mexicanos; Julián Orbón, cubano español que enseña en el Taller de Composición que funda Carlos Chávez y Conlon Nancarrow, estadounidense nacionalizado mexicano, que recurre al piano mecánico para hacer aportes originales en relación con el tiempo en música, como sus desarrollos en la polirritmia, en la polimétrica y en la politemporalidad.
Manuel Enríquez (1926-1994) desarrolló modelos personales de escritura musical y creó un abundante repertorio para instrumentos de arco e percusiones, principalmente, así como obras sinfónicas en que por primera ocasión el concepto de tono cede su lugar prominente a la textura (o sea, la elaboración de una gama de sonidos por vía del tratamiento instrumental). Manuel Enríquez fue el compositor más influyente en la política cultural oficial de México entre 1960 y 1990.
A Enríquez le sigue una generación que realizó búsquedas de vanguardia: Manuel de Elías (1939). Un músico de vasta trayectoria que durante muchos años se ha desempeñado como compositor, director de orquesta, docente y promotor de la cultura. Galardonado en incontables ocasiones en las más altas esferas de nuestra cultura. Promotor de las voces, el trabajo, y el talento de los artistas, los músicos, y los compositores mexicanos pertenecientes a las más nuevas y recientes generaciones. Fundador y director de la Orquesta de Cámara Santa Cecilia de México (1958). Fundador y director de la Sinfónica del Puerto de Veracruz en el marco de la Universidad Veracruzana (1980). Fundador y director de la Filarmónica de Jalisco (1988). Director fundador del Instituto de música de la Universidad Veracruzana. Fundador y Presidente del Colegio de Compositores Latinoamericanos de Música de Arte (1999). Fundador y primer director de la Escuela de Música, hoy Departamento de Música, de la División de Arquitectura, Arte y Diseño de la Universidad de Guanajuato (1965). Director del Conservatorio de Las Rosas, de Morelia, Michoacán, (1990). Premio Nacional de Ciencias y Artes (1992). Medalla Mozart otorgada por la embajada de Austria en México, en 1991. Premio Nacional de Ciencias y Artes en el área de Bellas Artes otorgado por la Secretaría de Educación Pública en 1992. Creador Emérito por el Sistema Nacional de Creadores de Arte del Fondo Nacional para la Cultura y las Artes desde 1993. Medalla de Oro de Bellas Artes por el Instituto Nacional de Bellas Artes en 2009. Cuenta con más de 200 obras de diversos géneros musicales. Mario Lavista (1943), fundador y director de la Pauta, cuya obra es conocida en el ámbito de la música de concierto en México, España y los Estados Unidos, dio continuidad a la fórmula de enseñanza y gestión del poder político cultural creada por Carlos Chávez en su Taller de Composición en el Conservatorio Nacional de Música y posteriormente en la Escuela Superior de Música, formando muchos de los compositores radicados en México de la generación sucesiva, citados más adelante. Mario Lavista ha difundido constantemente la música como miembro de El Colegio Nacional; recibió la beca Guggenheim por su ópera Aura y ha publicado muchos ensayos, la mayor parte de estos reunidos en el libro Textos en torno a la música. Varios compositores pueden mencionarse de este periodo, entre otros Francisco Núñez Montes (1945), Graciela Agudelo (1945), Federico Ibarra (1946) y Daniel Catán (1949-2011).
De la misma generación destaca Julio Estrada (1943), formado en México por Julián Orbón, en París, Francia por Olivier Messiaen, Nadia Boulanger) y Iannis Xenakis, y en Alemania por Karlheinz Stockhausen, Gyorgy Ligeti, Henri Pousseur y Helmut Lachenmann). Doctor en música y musicología (Universidad de Estrasburgo 1994) con la tesis Théorie de la composition : discontinuum - continuum. Estrada es miembro del Instituto de Investigaciones Estéticas y de la Facultad de Música de la UNAM. Nombrado en 2000 Director del Centre d'Études de Mathématique et Automatique Musicales (CEMAMu) de París como sucesor de Xenakis, con quien trabaja entre 1980 y 1994. Ha desarrollado teorías originales que recurren a las matemáticas, como la teoría de grupos finitos, la combinatoria de intervalos. Crea la teoría del continuo en música y la noción de macro-timbre, basada en la idea de que ritmo y sonido son parte del mismo continuo de frecuencias, la crono-acústica. Estrada es el primer artista creador que alcanza el emeritazgo del SNI, Sistema Nacional de Investigadores. Editor de La música de México (IIEs UNAM, 1984, 10 volúmenes); junto con Jorge Gil Mendieta escribe Música y teoría de grupos finitos (IIEs, UNAM 1984); autor de El sonido en Rulfo: el ruido ese (IIEs UNAM, 2006) y de Canto roto: Silvestre Revueltas (FCE, IIEs, UNAM, 2011). Entre sus obras destacan Memorias para teclado, que interpreta Velia Nieto, su esposa (1943-2008), los cantos naciente, oculto, tejido, mnémico; los yuunohui, serie de obras para instrumentos solistas, ishini'ioni, cuarteto de cuerdas; eolo'oolin, 6 percusiones en el espacio; o la ópera Murmullos del páramo, basada en la novela de Juan Rulfo.
Algunos autores nacidos en la década de los años 1950 siguieron abiertos a nuevos lenguajes y estéticas, pero con una clara tendencia hacia la hibridez con corrientes musicales muy diversas. Muestra de ello son las obras de Arturo Márquez (1950), Marcela Rodríguez (1951), Federico Álvarez del Toro (1953), Javier Álvarez (1956) y Eduardo Soto Millán (1956).
Entre los compositores mexicanos activos de la generación sucesiva puede mencionarse a Ana Lara (1959), Hilda Paredes, Hebert Vázquez, Javier Torres Maldonado, Carlos Sánchez Gutiérrez, Ignacio Baca Lobera, Víctor Rasgado (1956), Mariana Villanueva (1964), Juan Trigos (1965), Gabriela Ortiz, María Granillo y Armando Luna Ponce.
Una nueva generación proviene de la UNAM: Leticia Cuén, Mauricio Rodríguez, Víctor Adán (1972), Isaac de la Concha y Germán Romero, formados en el Laboratorio de Creación Musical que funda Estrada en 1996 en la Escuela Nacional de Música.